# Населення Чорногорії
Населення Чорногорії. Чисельність населення країни 2015 року становила 647,1 тис. осіб (168-ме місце у світі). Чисельність чорногорців стабільно зменшується, народжуваність 2015 року становила 10,42 ‰ (188-ме місце у світі), смертність — 9,43 ‰ (57-ме місце у світі), природний приріст — -0,42 % (221-ше місце у світі) . 

## Природний рух

### Відтворення
Народжуваність в Чорногорії, станом на 2015 рік, дорівнює 10,42 ‰ (188-ме місце у світі). Рівень застосування контрацепції 39,4 % (станом на 2005 рік). Середній вік матері при народженні першої дитини становив 26,3 року (оцінка на 2010 рік).
Смертність в Чорногорії 2015 року становила 9,43 ‰ (57-ме місце у світі).
Природний приріст населення в країні 2015 року був негативним і становив -0,42 % (депопуляція) (221-ше місце у світі).
Природний рух населення Чорногорії в 1947—2012 роках
| Рік  | Чисельність населення (тис. осіб) | Живих народжень | Смертей | Природний приріст | Народжуваність (‰) | Смертність (‰) | Природний приріст (‰) | Фертильність |
| ---- | --------------------------------- | --------------- | ------- | ----------------- | ------------------ | -------------- | --------------------- | ------------ |
| 1947 | 372                               | 10 800          | 4 300   | 6 500             | 29,0               | 11,6           | 17,5                  |              |
| 1948 | 380                               | 11 600          | 4 600   | 7 000             | 30,5               | 12,1           | 18,4                  | 4,41         |
| 1949 | 389                               | 12 600          | 4 700   | 7 900             | 32,4               | 12,1           | 20,3                  | 4,63         |
| 1950 | 397                               | 11 904          | 3 682   | 8 222             | 30,0               | 9,3            | 20,7                  | 4,33         |
| 1951 | 407                               | 12 898          | 4 416   | 8 482             | 31,7               | 10,9           | 20,8                  | 4,70         |
| 1952 | 415                               | 13 308          | 3 859   | 9 449             | 32,1               | 9,3            | 22,8                  | 4,54         |
| 1953 | 422                               | 13 880          | 4 775   | 9 105             | 32,9               | 11,3           | 21,6                  | 4,57         |
| 1954 | 428                               | 14 428          | 3 862   | 10 566            | 33,7               | 9,0            | 24,7                  | 4,55         |
| 1955 | 435                               | 13 550          | 3 935   | 9 615             | 31,1               | 9,0            | 22,1                  | 4,11         |
| 1956 | 441                               | 13 654          | 3 871   | 9 783             | 31,0               | 8,8            | 22,2                  | 4,00         |
| 1957 | 447                               | 13 751          | 4 172   | 9 579             | 30,8               | 9,3            | 21,4                  | 3,93         |
| 1958 | 453                               | 13 684          | 3 537   | 10 147            | 30,2               | 7,8            | 22,4                  | 3,80         |
| 1959 | 460                               | 12 614          | 3 469   | 9 145             | 27,4               | 7,5            | 19,9                  | 3,43         |
| 1960 | 467                               | 13 127          | 3 583   | 9 544             | 28,1               | 7,7            | 20,4                  | 3,51         |
| 1961 | 474                               | 12 994          | 3 335   | 9 659             | 27,4               | 7,0            | 20,4                  | 3,46         |
| 1962 | 481                               | 13 006          | 3 747   | 9 259             | 27,0               | 7,8            | 19,2                  | 3,43         |
| 1963 | 487                               | 12 982          | 3 454   | 9 528             | 26,7               | 7,1            | 19,6                  | 3,32         |
| 1964 | 493                               | 12 599          | 3 550   | 9 049             | 25,6               | 7,2            | 18,4                  | 3,28         |
| 1965 | 499                               | 12 333          | 3 431   | 8 902             | 24,7               | 6,9            | 17,8                  | 3,20         |
| 1966 | 505                               | 12 209          | 3 199   | 9 010             | 24,2               | 6,3            | 17,8                  | 3,13         |
| 1967 | 510                               | 11 486          | 3 385   | 8 101             | 22,5               | 6,6            | 15,9                  | 2,92         |
| 1968 | 515                               | 11 027          | 3 429   | 7 598             | 21,4               | 6,7            | 14,8                  | 2,79         |
| 1969 | 520                               | 11 259          | 3 325   | 7 934             | 21,7               | 6,4            | 15,3                  | 2,84         |
| 1970 | 525                               | 10 636          | 3 516   | 7 120             | 20,3               | 6,7            | 13,6                  | 2,64         |
| 1971 | 531                               | 10 866          | 3 264   | 7 602             | 20,5               | 6,1            | 14,3                  | 2,69         |
| 1972 | 539                               | 10 938          | 3 512   | 7 426             | 20,3               | 6,5            | 13,8                  | 2,62         |
| 1973 | 546                               | 10 665          | 3 304   | 7 361             | 19,5               | 6,1            | 13,5                  | 2,50         |
| 1974 | 554                               | 10 551          | 3 199   | 7 352             | 19,0               | 5,8            | 13,3                  | 2,41         |
| 1975 | 561                               | 10 557          | 3 279   | 7 278             | 18,8               | 5,8            | 13,0                  | 2,32         |
| 1976 | 568                               | 10 711          | 3 465   | 7 246             | 18,9               | 6,1            | 12,8                  | 2,31         |
| 1977 | 575                               | 10 738          | 3 559   | 7 179             | 18,7               | 6,2            | 12,5                  | 2,25         |
| 1978 | 582                               | 10 584          | 3 660   | 6 924             | 18,2               | 6,3            | 11,9                  | 2,17         |
| 1979 | 585                               | 10 365          | 3 826   | 6 539             | 17,7               | 6,5            | 11,2                  | 2,09         |
| 1980 | 583                               | 10 542          | 3 703   | 6 839             | 18,1               | 6,4            | 11,7                  | 2,15         |
| 1981 | 586                               | 10 335          | 3 680   | 6 655             | 17,6               | 6,3            | 11,4                  | 2,16         |
| 1982 | 593                               | 10 579          | 3 618   | 6 961             | 17,8               | 6,1            | 11,7                  | 2,23         |
| 1983 | 599                               | 10 657          | 4 194   | 6 463             | 17,8               | 7,0            | 10,8                  | 2,15         |
| 1984 | 606                               | 10 521          | 3 915   | 6 606             | 17,4               | 6,5            | 10,9                  | 2,09         |
| 1985 | 613                               | 10 724          | 3 926   | 6 798             | 17,5               | 6,4            | 11,1                  | 2,11         |
| 1986 | 619                               | 10 455          | 3 922   | 6 533             | 16,9               | 6,3            | 10,6                  | 2,03         |
| 1987 | 626                               | 10 567          | 3 990   | 6 577             | 16,9               | 6,4            | 10,5                  | 2,03         |
| 1988 | 632                               | 10 190          | 3 661   | 6 529             | 16,1               | 5,8            | 10,3                  | 1,95         |
| 1989 | 638                               | 9 634           | 3 833   | 5 801             | 15,1               | 6,0            | 9,1                   | 1,84         |
| 1990 | 644                               | 9 257           | 3 519   | 5 738             | 14,4               | 5,5            | 8,9                   | 1,82         |
| 1991 | 592                               | 9 606           | 3 970   | 5 636             | 16,2               | 6,7            | 9,5                   | 2,06         |
| 1992 | 594                               | 9 524           | 4 393   | 5 131             | 16,0               | 7,4            | 8,6                   | 2,10         |
| 1993 | 596                               | 8 922           | 4 471   | 4 451             | 15,0               | 7,5            | 7,5                   | 1,97         |
| 1994 | 599                               | 8 887           | 4 660   | 4 227             | 14,8               | 7,8            | 7,1                   | 1,95         |
| 1995 | 601                               | 9 492           | 4 931   | 4 561             | 15,8               | 8,2            | 7,6                   | 2,05         |
| 1996 | 603                               | 9 094           | 4 982   | 4 112             | 15,1               | 8,3            | 6,8                   | 1,90         |
| 1997 | 606                               | 8 758           | 5 153   | 3 605             | 14,5               | 8,5            | 5,9                   | 1,76         |
| 1998 | 608                               | 9 211           | 5 312   | 3 899             | 15,1               | 8,7            | 6,4                   | 1,87         |
| 1999 | 610                               | 8 828           | 5 393   | 3 435             | 14,5               | 8,8            | 5,6                   | 1,78         |
| 2000 | 613                               | 9 184           | 5 412   | 3 772             | 15,0               | 8,8            | 6,2                   | 1,85         |
| 2001 | 615                               | 8 839           | 5 431   | 3 408             | 14,4               | 8,8            | 5,5                   | 1,79         |
| 2002 | 617                               | 8 499           | 5 513   | 2 986             | 13,8               | 8,9            | 4,8                   | 1,91         |
| 2003 | 618                               | 8 344           | 5 704   | 2 640             | 13,5               | 9,2            | 4,3                   | 1,84         |
| 2004 | 621                               | 7 849           | 5 707   | 2 142             | 12,6               | 9,2            | 3,5                   | 1,71         |
| 2005 | 624                               | 7 352           | 5 839   | 1 513             | 11,8               | 9,4            | 2,4                   | 1,60         |
| 2006 | 624                               | 7 531           | 5 968   | 1 563             | 12,1               | 9,6            | 2,5                   | 1,64         |
| 2007 | 626                               | 7 834           | 5 979   | 1 855             | 12,5               | 9,5            | 3,0                   | 1,69         |
| 2008 | 629                               | 8 258           | 5 708   | 2 550             | 13,1               | 9,1            | 4,1                   | 1,80         |
| 2009 | 632                               | 8 642           | 5 862   | 2 780             | 13,7               | 9,3            | 4,4                   | 1,85         |
| 2010 | 619                               | 7 418           | 5 633   | 1 785             | 12,0               | 9,1            | 2,9                   | 1,66         |
| 2011 | 621                               | 7 215           | 5 847   | 1 368             | 11,6               | 9,4            | 2,2                   | 1,65         |
| 2012 | 621                               | 7 459           | 5 922   | 1 537             | 12,0               | 9,5            | 2,5                   |              |

### Вікова структура

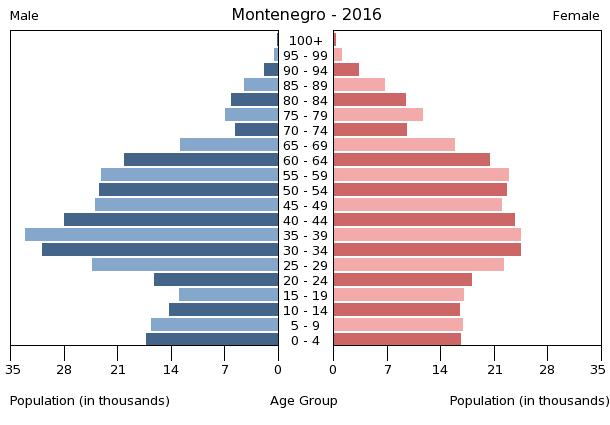
Віково-статева піраміда населення Чорногорії, 2015 рік

Середній вік населення Чорногорії становить 40,2 року (48-ме місце у світі): для чоловіків — 39,3, для жінок — 41,3 року.
Вікова структура населення Чорногорії, станом на 2015 рік, мала такий вигляд:
- діти віком до 14 років — 15,18 % (48 138 чоловіків, 50 095 жінок);
- молодь віком 15—24 роки — 10,27 % (30 681 чоловік, 35 776 жінок);
- дорослі віком 25—54 роки — 47,02 % (164 104 чоловіка, 140 141 жінки);
- особи передпохилого віку (55—64 роки) — 13,12 % (42 354 чоловіка, 42 541 жінки);
- особи похилого віку (65 років і старіші) — 14,41 % (37 040 чоловіків, 56 201 жінка)[1].

Динаміка вікової структури населення Чорногорії
| Рік перепису | до 15 років | 15—64 років | > 65 років |
| ------------ | ----------- | ----------- | ---------- |
| 1921         | 37,7 %      | 56,3 %      | 6,0 %      |
| 1931         | 36,5 %      | 57,2 %      | 6,3 %      |
| 1948         | 38,3 %      | 54,4 %      | 7,4 %      |
| 1953         | 35,5 %      | 57,1 %      | 7,4 %      |
| 1961         | 36,4 %      | 56,5 %      | 7,1 %      |
| 1971         | 31,9 %      | 60,4 %      | 7,6 %      |
| 1981         | 27,5 %      | 64,3 %      | 8,2 %      |
| 1991         | 25,3 %      | 66,5 %      | 8,2 %      |
| 2003         | 20,6 %      | 67,5 %      | 12,0 %     |
| 2011         | 19,2 %      | 68,1 %      | 12,8 %     |

### Шлюбність— розлучуваність
Коефіцієнт шлюбності, тобто кількість шлюбів на 1 тис. осіб за календарний рік, дорівнює 5,7; коефіцієнт розлучуваності — 0,8; індекс розлучуваності, тобто відношення шлюбів до розлучень за календарний рік — 14 (дані за 2011 рік). Середній вік, коли чоловіки беруть перший шлюб дорівнює 32,7 року, жінки — 28,6 року, загалом — 30,7 року (дані за 2014 рік).

## Розселення
Густота населення країни 2015 року становила 46,5 особи/км² (166-те місце у світі). Найбільш густонаселені південь і південний захід країни, що виходять до Адріатичного моря; найменш населена частина країни — гірський крайній схід.
Динаміка густоти населення Чорногорії
| Рік перепису | Чисельність | Густота населення (осіб/км²) |
| ------------ | ----------- | ---------------------------- |
| 1921         | 311 341     | 22,5                         |
| 1931         | 360 044     | 26,1                         |
| 1948         | 377 189     | 27,3                         |
| 1953         | 419 873     | 30,4                         |
| 1961         | 471 894     | 34,2                         |
| 1971         | 529 604     | 38,3                         |
| 1981         | 584 310     | 42,3                         |
| 1991         | 615 035     | 44,5                         |
| 2003         | 620 145     | 44,9                         |
| 2011         | 620 029     | 44,9                         |

### Урбанізація
Чорногорія високоурбанізована країна. Рівень урбанізованості становить 64 % населення країни (станом на 2015 рік), темпи зростання частки міського населення — 0,34 % (оцінка тренду за 2010—2015 роки).
Головні міста держави: Подгориця (столиця) — 165,0 тис. осіб (дані за 2014 рік).

## Міграції

### Біженці й вимушені переселенці
У країні мешкає 3,26 осіб без громадянства.
Чорногорія є членом Міжнародної організації з міграції (IOM).

## Расово-етнічний склад
| Етнічний склад (2011 рік) | Етнічний склад (2011 рік) | Етнічний склад (2011 рік) | Етнічний склад (2011 рік) | Етнічний склад (2011 рік) |
| ------------------------- | ------------------------- | ------------------------- | ------------------------- | ------------------------- |
| Етнос:                    |                           |                           | Відсоток:                 |                           |
| чорногорці                | чорногорці                |                           | 45.0%                     | 45.0%                     |
| серби                     | серби                     |                           | 28.7%                     | 28.7%                     |
| бошняки                   | бошняки                   |                           | 12.0%                     | 12.0%                     |
| албанці                   | албанці                   |                           | 4.9%                      | 4.9%                      |
| цигани                    | цигани                    |                           | 1.0%                      | 1.0%                      |
| хорвати                   | хорвати                   |                           | 1.0%                      | 1.0%                      |
| інші                      | інші                      |                           | 7.5%                      | 7.5%                      |

Головні етноси країни: чорногорці — 45 %, серби — 28,7 %, бошняки — 8,7 %, албанці — 4,9 %, мусульмани — 3,3 %, цигани — 1 %, хорвати — 1 %, інші — 7,5 % населення (оціночні дані за 2011 рік). Переважна більшість (понад 90 %) населення Чорногорії слов'янського походження. Слов'янське населення Чорногорії використовує велику різноманітність етнічних ідентичностей, щоб описати свою етнічну приналежність. Протягом перших десятиліть після Другої світової війни більшість слов'янських народів ідентифікували себе як чорногорці, з менш ніж 2 % сербів і менше 2 % хорватів в 1948 році. Протягом останніх десятиліть існування Югославії до 5 % населення оголосили себе югославами. Під час і після югославських воєн, етнічна ідентичність сербів (і взагалі політичний вплив Сербії) став все більш і більш важливим в Чорногорії і в перепису 2003 року майже третина населення ідентифікували себе як сербів. Серби живуть в основному уздовж кордонів з Боснією і Сербією, в той час як чорногорці живуть в центрі країни. Слов'янське населення в більшості православні християни, але є також велика мусульманська меншина, як в Боснії і Герцеговині. Хоча більшість слов'янських мусульман спочатку також ідентифікували себе як чорногорці, поступово з плином часу все більше і більше слов'яни-мусульмани почали використовувати мусульманина як етнічної ідентичності, а не тільки релігійної ідентичності. Після югославських воєн становище змінилося знову і при переписах 2003 і 2011 років найбільш слов'ян-мусульман оголосили себе боснійцями, тому що вони мають стосунки з боснійцями в Боснії і Герцеговині та в основному живуть на північному сході Чорногорії.

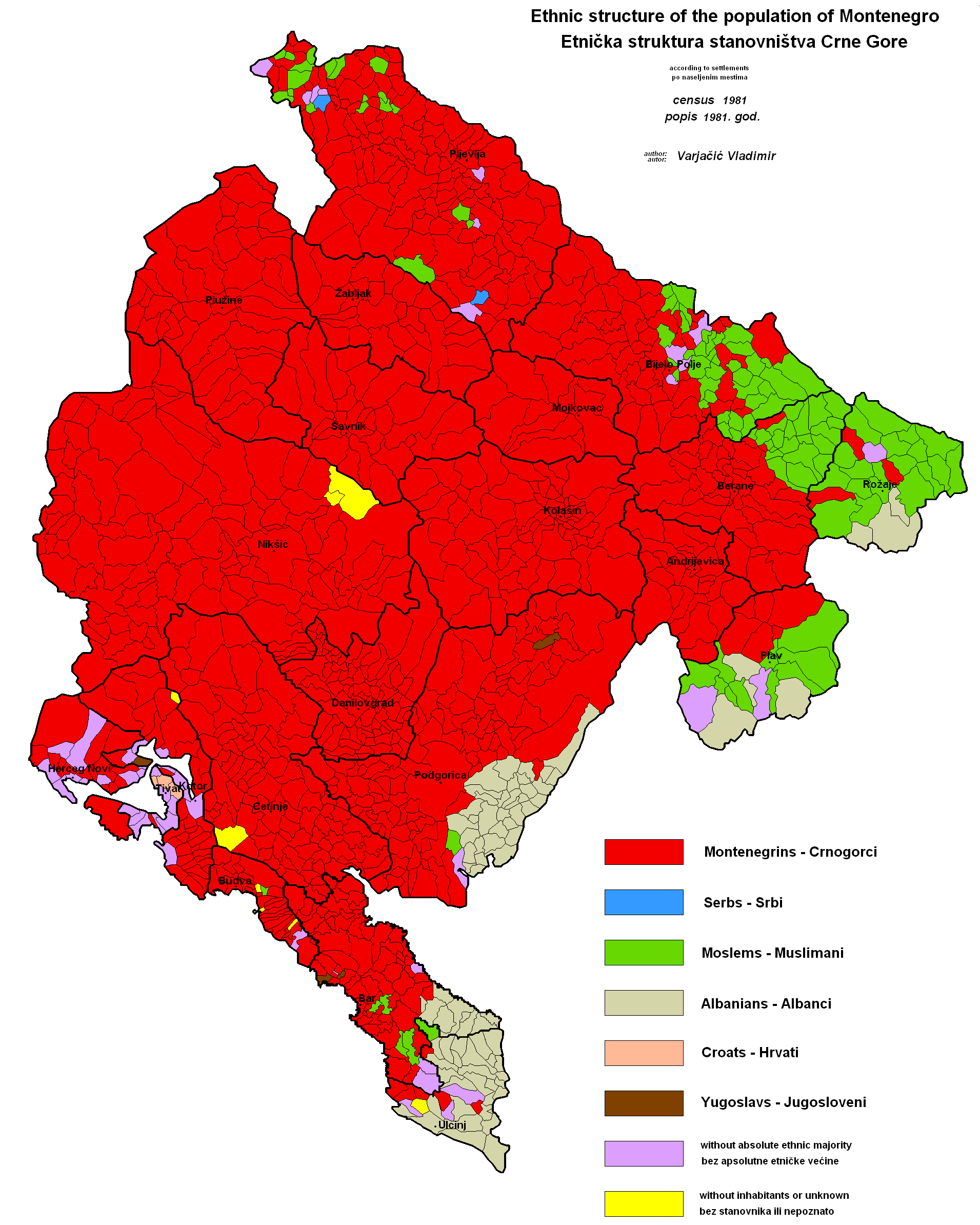
Етнічна мапа Чорногорії, 1981 рік (англ.) (серб.)
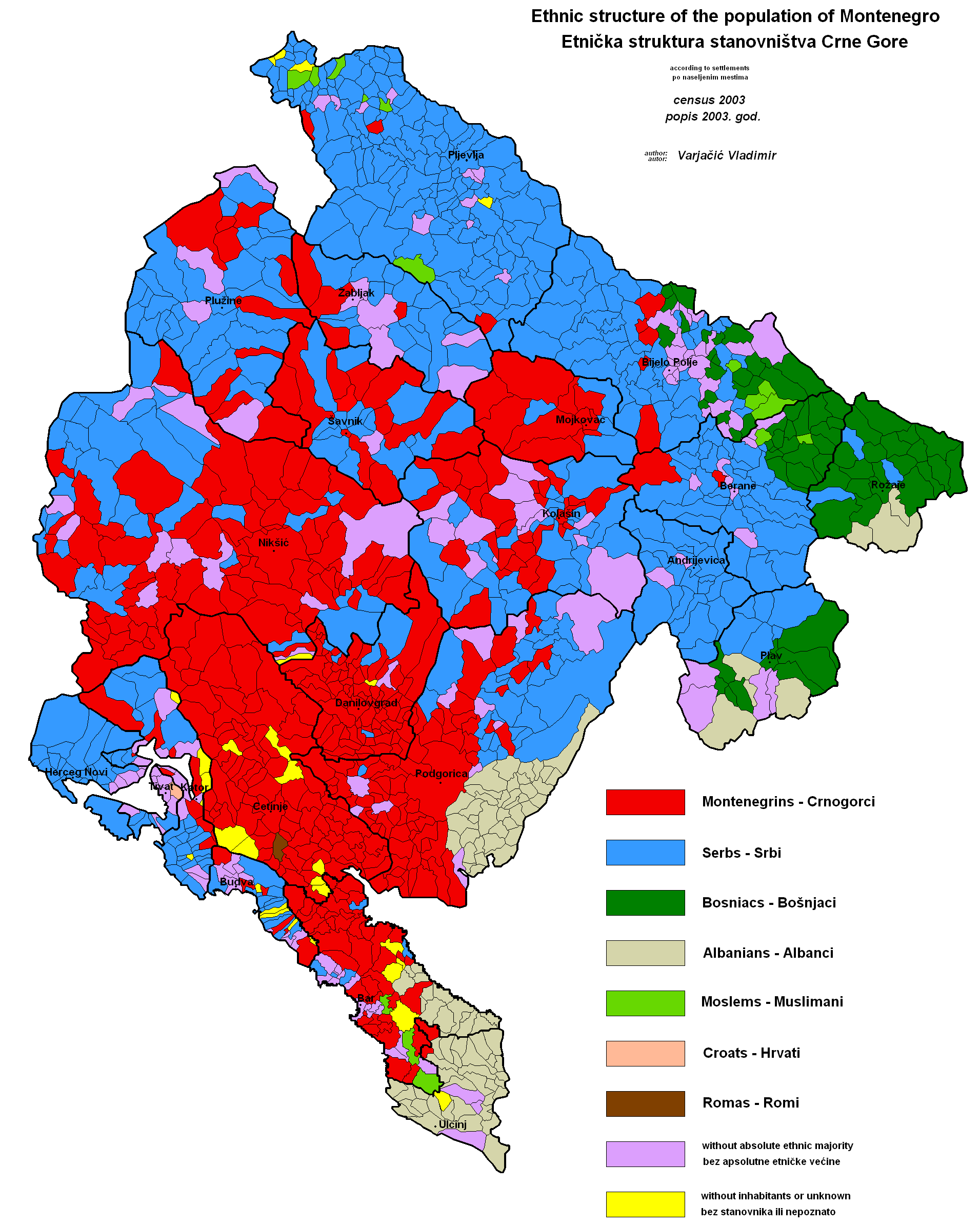
Етнічна мапа Чорногорії, 2003 рік
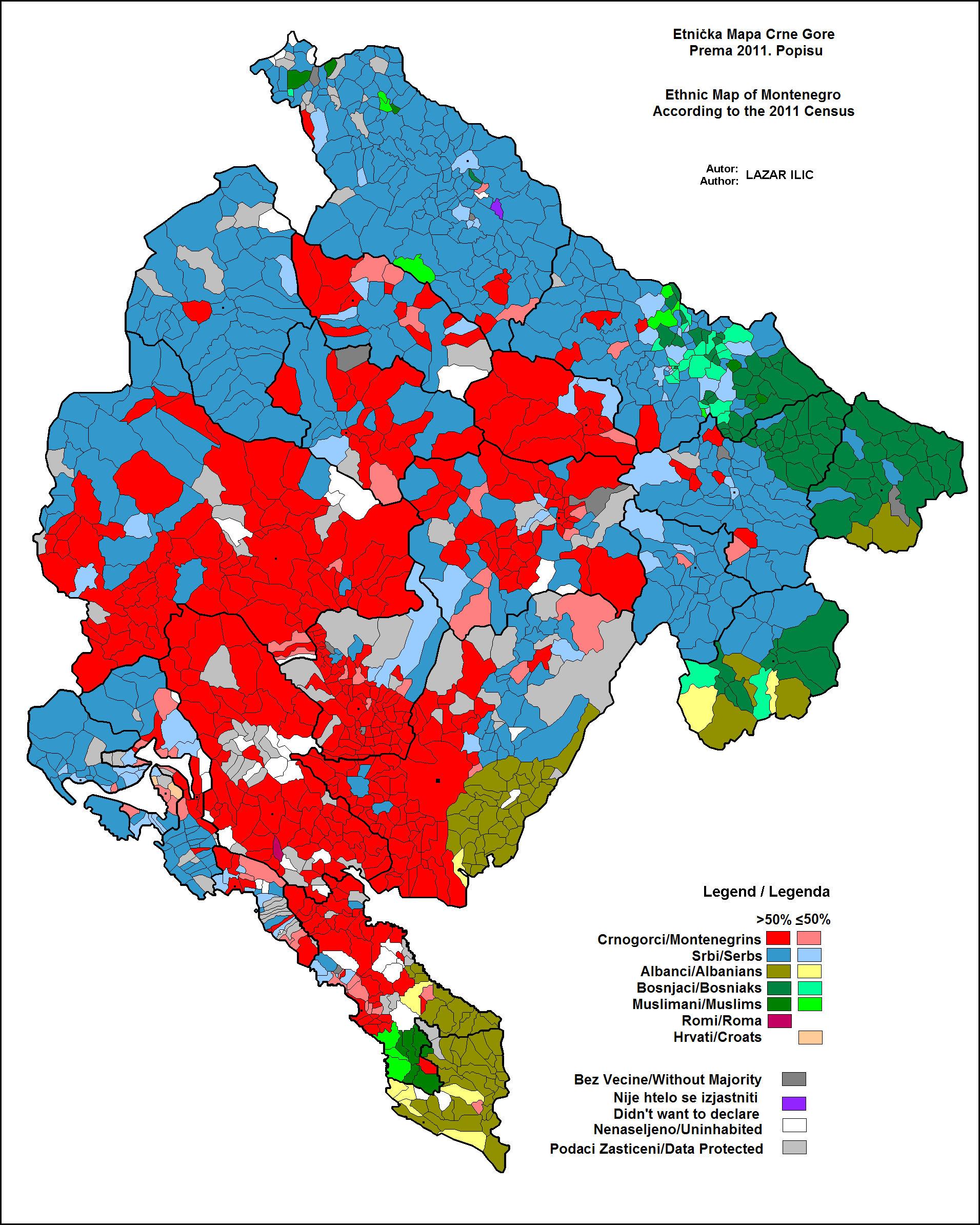
Етнічна мапа Чорногорії, 2011 рік

Чисельність основних етносів Чорногорії за общинами
| Община       | Усього | чорногорці | %      | серби  | %      | бошняки | %      | албанці | %      | слов'яни-мусульмани | %      | роми | %     | хорвати | %      | інші  | %     | не вказали | %     |
| ------------ | ------ | ---------- | ------ | ------ | ------ | ------- | ------ | ------- | ------ | ------------------- | ------ | ---- | ----- | ------- | ------ | ----- | ----- | ---------- | ----- |
| Чорногорія   | 620029 | 278865     | 45,0 % | 178110 | 28,7 % | 53605   | 8,6 %  | 30439   | 4,9 %  | 20537               | 3,3 %  | 6251 | 1,0 % | 6021    | 1,0 %  | 16031 | 2,6 % | 30170      | 4,9 % |
| Андрієвиця   | 5071   | 1646       | 32,5 % | 3137   | 61,9 % | 0       | 0,0 %  | 1       | 0,0 %  | 7                   | 0,1 %  | 0    | 0,0 % | 2       | 0,0 %  | 83    | 1,6 % | 195        | 3,8 % |
| Бар          | 42048  | 19553      | 46,5 % | 10656  | 25,3 % | 2153    | 5,1 %  | 2515    | 6,0 %  | 3236                | 7,7 %  | 203  | 0,5 % | 254     | 0,6 %  | 1381  | 3,3 % | 2097       | 5,0 % |
| Беране       | 33970  | 8838       | 26,0 % | 14592  | 43,0 % | 6021    | 17,7 % | 70      | 0,2 %  | 1957                | 5,8 %  | 531  | 1,6 % | 42      | 0,1 %  | 669   | 2,0 % | 1250       | 3,7 % |
| Бієло-Полє   | 46051  | 8808       | 19,1 % | 16562  | 36,0 % | 12592   | 27,3 % | 57      | 0,1 %  | 5985                | 13,0 % | 334  | 0,7 % | 41      | 0,1 %  | 720   | 1,6 % | 952        | 2,1 % |
| Будва        | 19218  | 9262       | 48,2 % | 7247   | 37,7 % | 82      | 0,4 %  | 100     | 0,5 %  | 113                 | 0,6 %  | 33   | 0,2 % | 167     | 0,9 %  | 1064  | 5,5 % | 1150       | 6,0 % |
| Даниловград  | 18472  | 11857      | 64,2 % | 5001   | 27,1 % | 16      | 0,1 %  | 81      | 0,4 %  | 38                  | 0,2 %  | 28   | 0,2 % | 55      | 0,3 %  | 362   | 2,0 % | 1034       | 5,6 % |
| Жабляк       | 3569   | 1800       | 50,4 % | 1474   | 41,3 % | 0       | 0,0 %  | 0       | 0,0 %  | 4                   | 0,1 %  | 0    | 0,0 % | 2       | 0,1 %  | 74    | 2,1 % | 215        | 6,0 % |
| Колашин      | 8380   | 4812       | 57,4 % | 2996   | 35,8 % | 0       | 0,0 %  | 0       | 0,0 %  | 18                  | 0,2 %  | 0    | 0,0 % | 7       | 0,1 %  | 224   | 2,7 % | 323        | 3,9 % |
| Котор        | 22601  | 11047      | 48,9 % | 6910   | 30,6 % | 29      | 0,1 %  | 102     | 0,5 %  | 64                  | 0,3 %  | 74   | 0,3 % | 1553    | 6,9 %  | 876   | 3,9 % | 1946       | 8,6 % |
| Мойковац     | 8622   | 5097       | 59,1 % | 3058   | 35,5 % | 8       | 0,1 %  | 0       | 0,0 %  | 4                   | 0,0 %  | 16   | 0,2 % | 2       | 0,0 %  | 107   | 1,2 % | 330        | 3,8 % |
| Никшич       | 72443  | 46149      | 63,7 % | 18334  | 25,3 % | 194     | 0,3 %  | 73      | 0,1 %  | 421                 | 0,6 %  | 483  | 0,7 % | 149     | 0,2 %  | 1794  | 2,5 % | 4846       | 6,7 % |
| Плав         | 13108  | 822        | 6,3 %  | 2098   | 16,0 % | 6803    | 51,9 % | 2475    | 18,9 % | 727                 | 5,5 %  | 0    | 0,0 % | 5       | 0,0 %  | 71    | 0,5 % | 107        | 0,8 % |
| Плужине      | 3246   | 902        | 27,8 % | 2131   | 65,7 % | 0       | 0,0 %  | 0       | 0,0 %  | 0                   | 0,0 %  | 0    | 0,0 % | 2       | 0,1 %  | 10    | 0,3 % | 201        | 6,2 % |
| Плєвля       | 30786  | 7494       | 24,3 % | 17569  | 57,1 % | 2128    | 6,9 %  | 17      | 0,1 %  | 1739                | 5,6 %  | 12   | 0,0 % | 16      | 0,1 %  | 363   | 1,2 % | 1448       | 4,7 % |
| Подгориця    | 185937 | 106642     | 57,4 % | 43248  | 23,3 % | 3687    | 2,0 %  | 9538    | 5,1 %  | 4122                | 2,2 %  | 3988 | 2,1 % | 664     | 0,4 %  | 5156  | 2,8 % | 8892       | 4,8 % |
| Рожає        | 22964  | 401        | 1,7 %  | 822    | 3,6 %  | 19269   | 83,9 % | 1158    | 5,0 %  | 1044                | 4,5 %  | 0    | 0,0 % | 6       | 0,0 %  | 192   | 0,8 % | 72         | 0,3 % |
| Тиват        | 14031  | 4666       | 33,3 % | 4435   | 31,6 % | 96      | 0,7 %  | 97      | 0,7 %  | 114                 | 0,8 %  | 35   | 0,2 % | 2304    | 16,4 % | 1009  | 7,2 % | 1275       | 9,1 % |
| Ульцинь      | 19921  | 2478       | 12,4 % | 1145   | 5,7 %  | 449     | 2,3 %  | 14076   | 70,7 % | 770                 | 3,9 %  | 159  | 0,8 % | 45      | 0,2 %  | 374   | 1,9 % | 425        | 2,1 % |
| Херцег-Новий | 30864  | 10395      | 33,7 % | 15090  | 48,9 % | 74      | 0,2 %  | 41      | 0,1 %  | 160                 | 0,5 %  | 258  | 0,8 % | 662     | 2,1 %  | 1276  | 4,1 % | 2908       | 9,4 % |
| Цетинє       | 16657  | 15082      | 90,5 % | 727    | 4,4 %  | 4       | 0,0 %  | 38      | 0,2 %  | 12                  | 0,1 %  | 97   | 0,6 % | 42      | 0,3 %  | 198   | 1,2 % | 457        | 2,7 % |
| Шавник       | 2070   | 1114       | 53,8 % | 878    | 42,4 % | 0       | 0,0 %  | 0       | 0,0 %  | 2                   | 0,1 %  | 0    | 0,0 % | 1       | 0,0 %  | 28    | 1,4 % | 47         | 2,3 % |

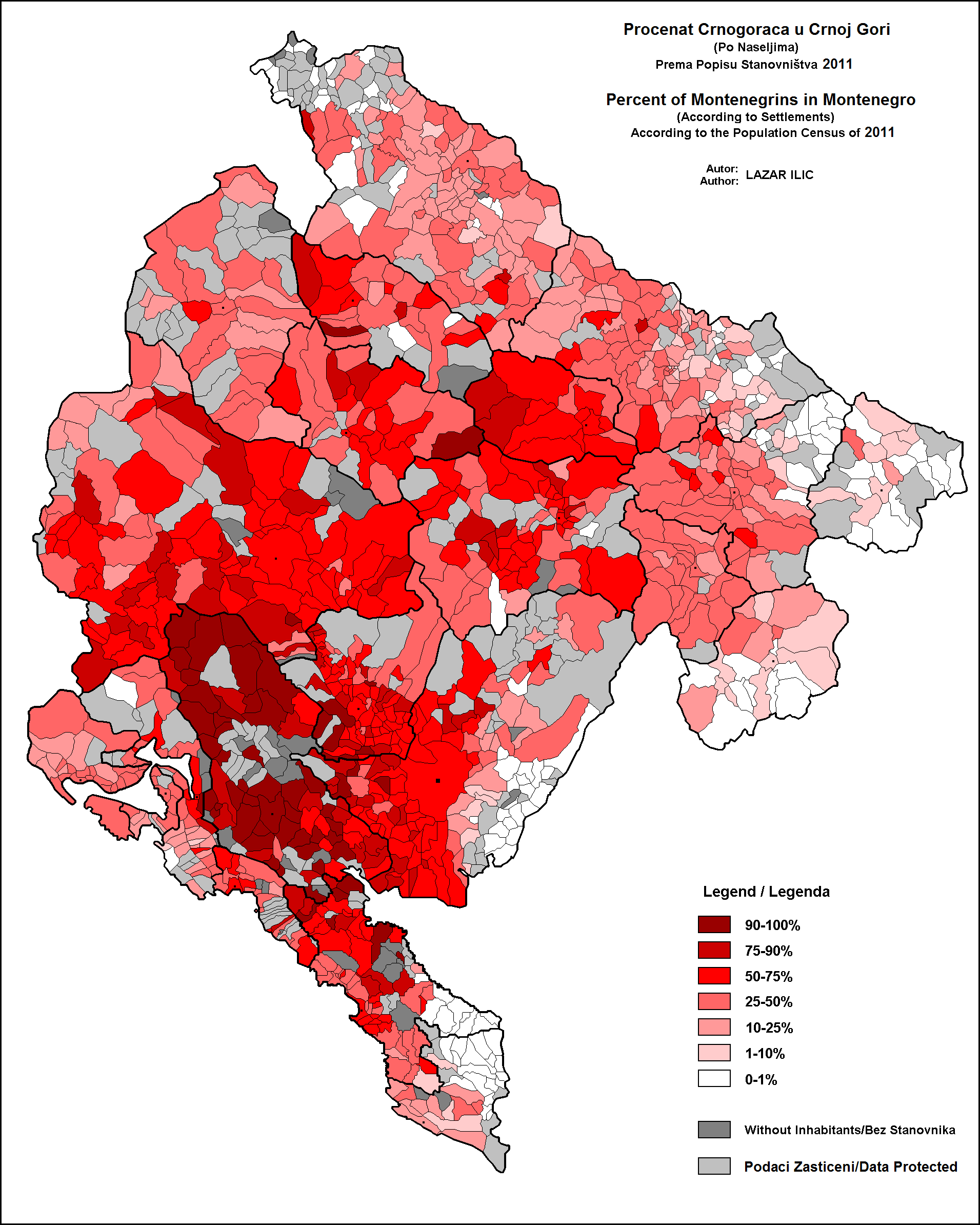
Розселення чорногорців, згідно з переписом 2011 року (англ.) (серб.)
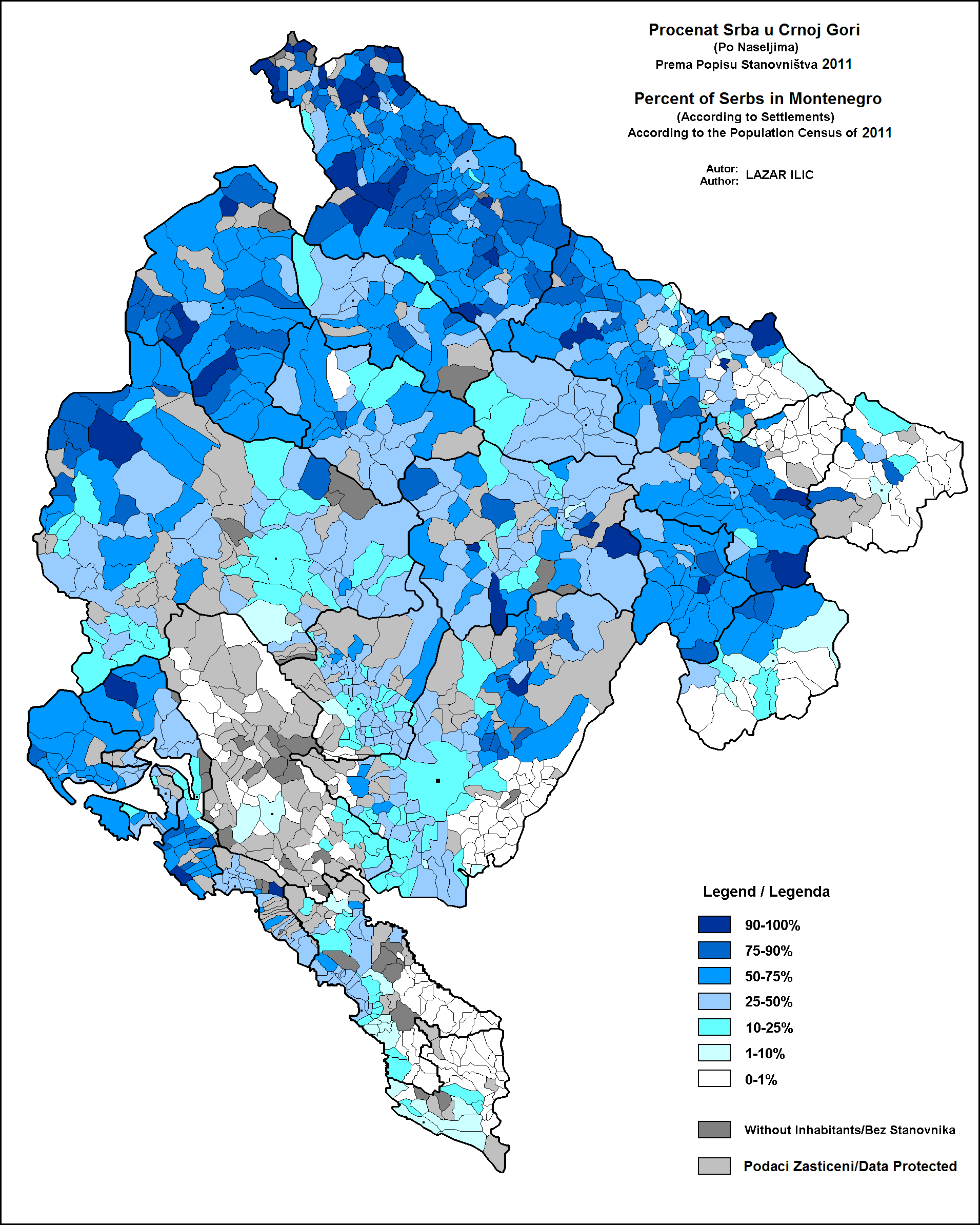
Розселення сербів, 2011 рік
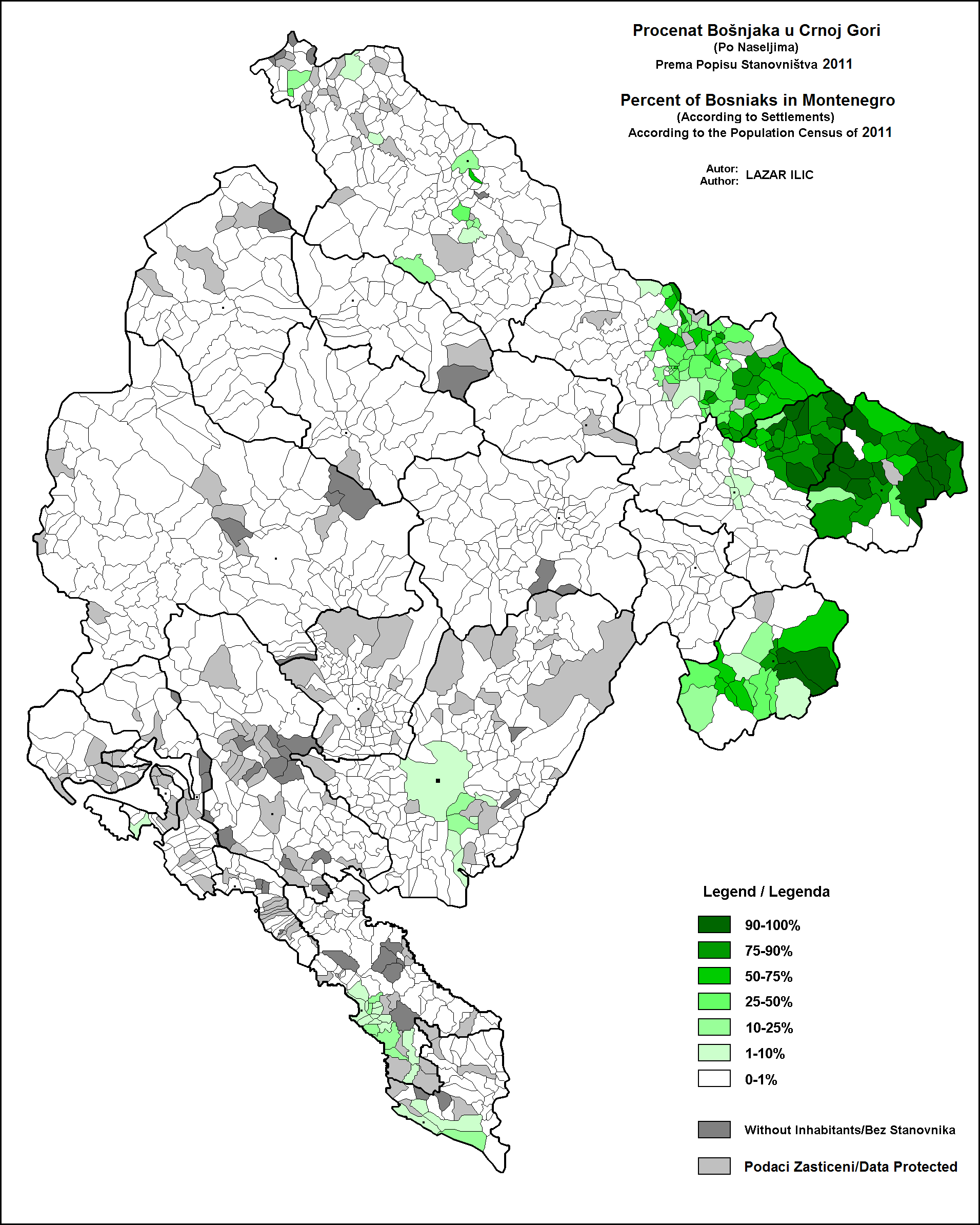
Розселення бошняків, 2011 рік
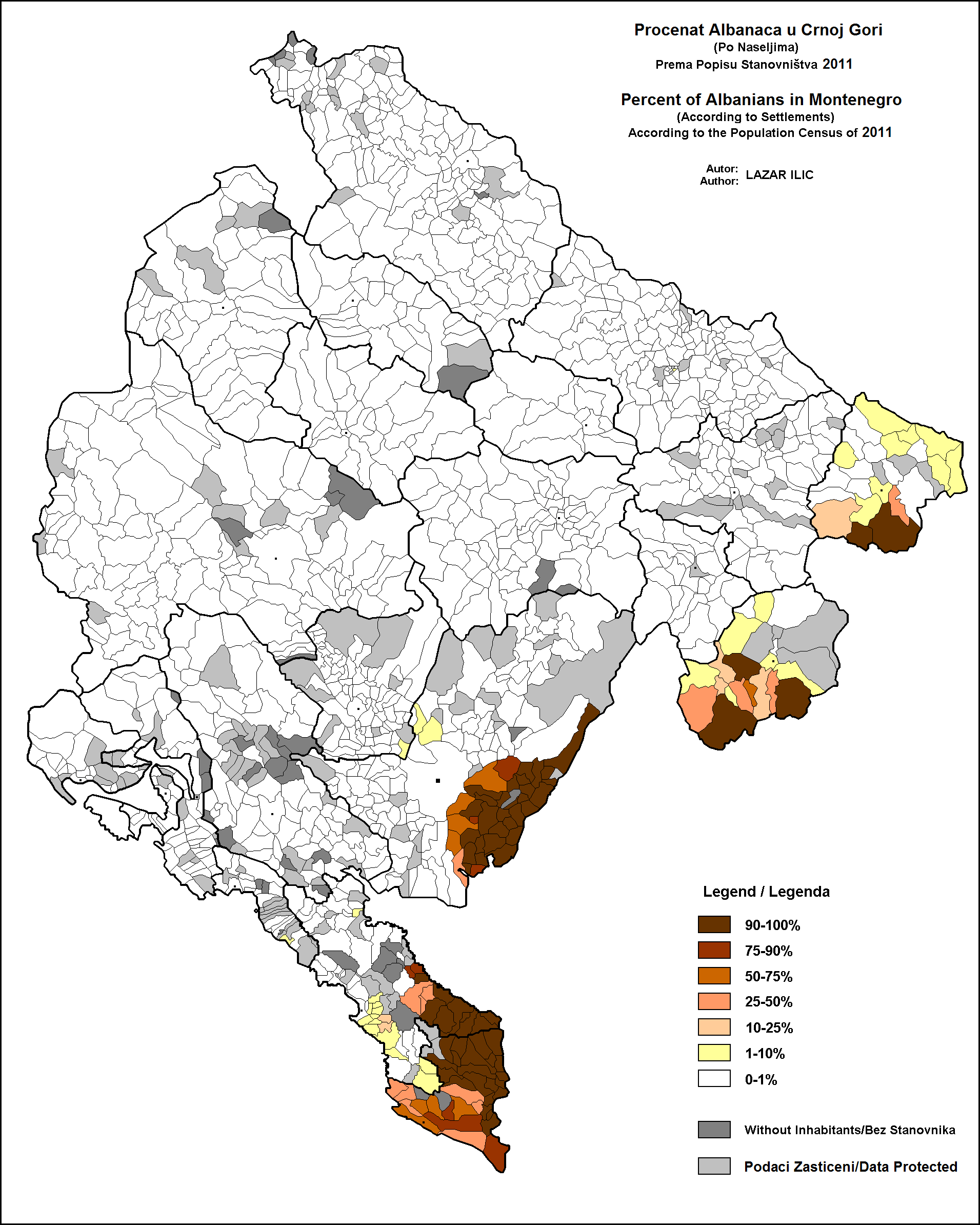
Розселення албанців, 2011 рік
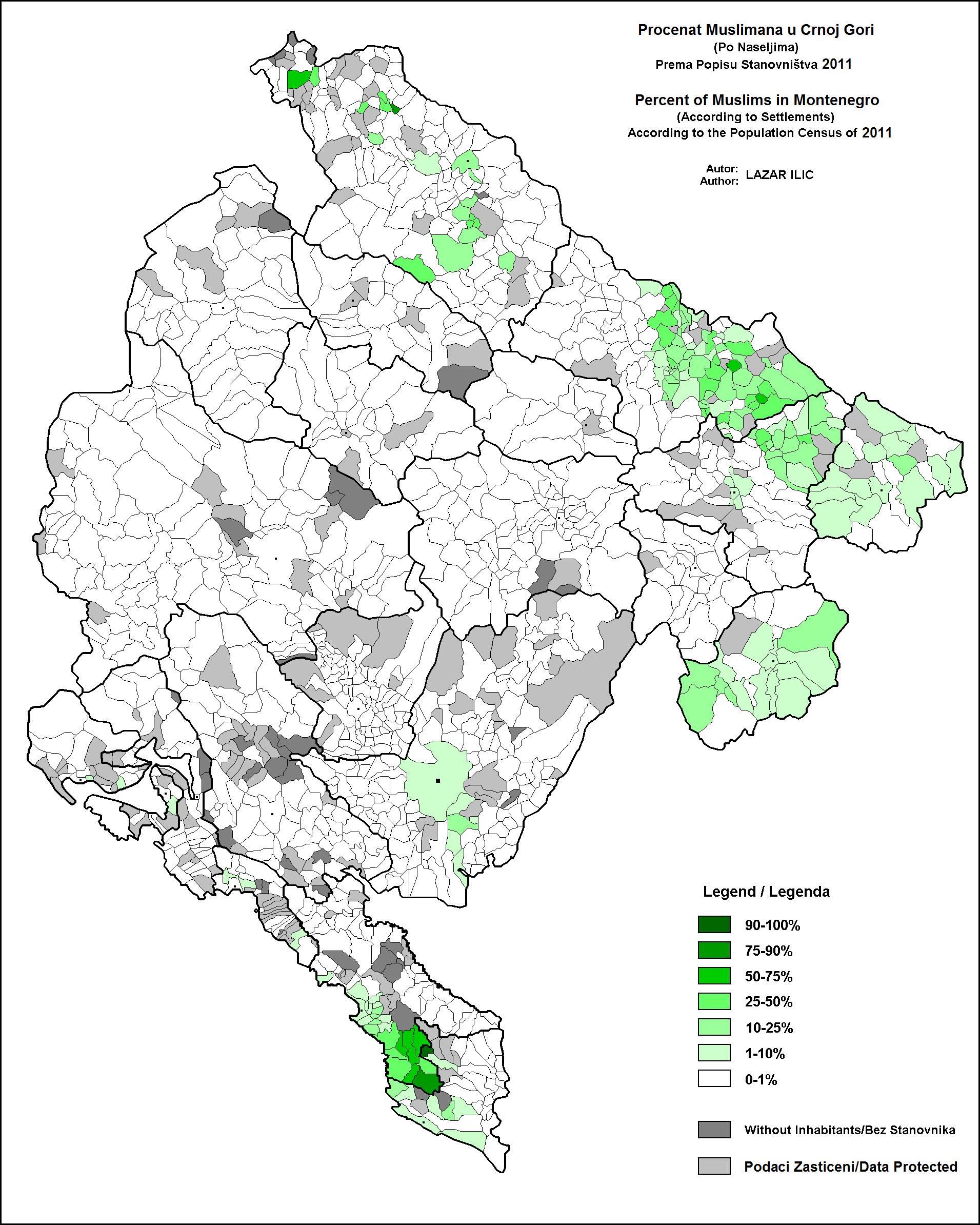
Розселення слов’ян-мусульман, 2011 рік

Динаміка етнічної картини Чорногорії згідно з офіційними переписами
| Етнічна група | Перепис 1948 року | Перепис 1948 року | Перепис 1953 року | Перепис 1953 року | Перепис 1961 року | Перепис 1961 року | Перепис 1971 року | Перепис 1971 року | Перепис 1981 року | Перепис 1981 року | Перепис 1991 року | Перепис 1991 року | Перепис 2003 року | Перепис 2003 року | Перепис 2011 року | Перепис 2011 року |
| Етнічна група | Чисельність       | %                 | Чисельність       | %                 | Чисельність       | %                 | Чисельність       | %                 | Чисельність       | %                 | Чисельність       | %                 | Чисельність       | %                 | Чисельність       | %                 |
| --- | ----------------- | ----------------- | ----------------- | ----------------- | ----------------- | ----------------- | ----------------- | ----------------- | ----------------- | ----------------- | ----------------- | ----------------- | ----------------- | ----------------- | ----------------- | ----------------- |
| Чорногорці | 342009            | 90,7              | 363686            | 86,6              | 383988            | 81,4              | 355632            | 67,2              | 400488            | 68,5              | 380647            | 61,9              | 267669            | 43,2              | 278865            | 45,0              |
| Серби | 6707              | 1,8               | 13864             | 3,3               | 14087             | 3,0               | 39512             | 7,5               | 19407             | 3,3               | 57453             | 9,3               | 198414            | 32,0              | 178110            | 28,7              |
| Хорвати | 6808              | 1,8               | 9814              | 2,3               | 10664             | 2,3               | 9192              | 1,7               | 6904              | 1,2               | 6244              | 1,0               | 6811              | 1,1               | 6021              | 0,9               |
| Югослави |                   |                   |                   |                   | 1559              | 0,3               | 10943             | 2,1               | 31243             | 5,3               | 26159             | 4,3               | 1860              | 0,3               | 1154              | 0,2               |
| Мусульмани | 387               | 0,1               | 6424              | 1,5               | 30665             | 6,5               | 70236             | 13,3              | 78080             | 13,4              | 89614             | 14,6              | 24625             | 4,0               | 20537             | 3,3               |
| Боснійці | 387               | 0,1               | 6424              | 1,5               | 30665             | 6,5               | 70236             | 13,3              | 78080             | 13,4              | 89614             | 14,6              | 48184             | 7,8               | 53605             | 8,6               |
| Албанці | 19425             | 5,1               | 23460             | 5,6               | 25803             | 5,5               | 35671             | 6,7               | 37735             | 6,5               | 40415             | 6,6               | 31163             | 5,0               | 30439             | 4,9               |
| Цигани | 162               | 0,0               | 230               | 0,1               | 183               | 0,0               | 396               | 0,1               | 1471              | 0,3               | 3282              | 0,5               | 2601              | 0,4               | 5251              | 0,8               |
| Македонці | 133               | 0,0               | 362               | 0,1               | 593               | 0,1               | 723               | 0,1               | 875               | 0,1               | 1072              | 0,2               | 819               | 0,1               | 900               | 0,1               |
| Інші | 1558              | 0,4               | 2033              | 0,5               | 4352              | 0,9               | 7299              | 1,4               | 8107              | 1,4               | 10149             | 1,7               | 379992            | 6,1               | 305474            | 4,9               |
| Загальна | 377189            | 377189            | 419873            | 419873            | 471894            | 471894            | 529604            | 529604            | 584310            | 584310            | 615035            | 615035            | 6201453           | 6201453           | 620029            | 620029            |
| 1Джерело: Статистичне управління Чорногорії. [Архівовано 6 квітня 2020 у Wayback Machine.] 2 У тому числі 415 словенців (0,07 %), 362 угорців (0,06 %), 240 росіян (0,03 %), 225 циган (0,04 %), 127 італійців (0,02 %), 118 німців (0,02 %), інші (2180 0,31 %), немає відповіді 26906 (4,34 %), регіональної приналежності 1258 (0,2 %), невідомі 6168 (0,99 %) 3 Загальна чисельність населення, в тому числі діаспора 672 656 осіб (чорногорці — 273,3 тис. (40,64 %), серби — 201,89 тис. (30,01 %), боснійці — 63,27 тис. (9,41 %), албанці — 47,68 тис. (7,09 %), мусульмани — 28,71 тис. (4,27 %), хорвати — 7,06 тис. (1,05 %). 4 Включно з: 354 словенців (0,05 %), 337 угорців (0,05 %), 946 росіян (0,15 %), 2054 циган (0,33 %), 135 італійців (0,02 %), 131 німців (0,02 %), 197 горанців (0,03 %), 194 турків (0,03 %), інші (8090 1,30 %), регіональна приналежність 1202 (0,2 %), невідомі 30170 (4,8 %) |                   |                   |                   |                   |                   |                   |                   |                   |                   |                   |                   |                   |                   |                   |                   |                   |

## Мови
| Мови Чорногорії (2012 рік) | Мови Чорногорії (2012 рік) | Мови Чорногорії (2012 рік) | Мови Чорногорії (2012 рік) | Мови Чорногорії (2012 рік) |
| -------------------------- | -------------------------- | -------------------------- | -------------------------- | -------------------------- |
| Мова:                      |                            |                            | Відсоток:                  |                            |
| сербська                   | сербська                   |                            | 42.9%                      | 42.9%                      |
| чорногорська               | чорногорська               |                            | 37%                        | 37%                        |
| боснійська                 | боснійська                 |                            | 5.3%                       | 5.3%                       |
| албанська                  | албанська                  |                            | 5.3%                       | 5.3%                       |
| сербохорватська            | сербохорватська            |                            | 2%                         | 2%                         |
| інші                       | інші                       |                            | 3.5%                       | 3.5%                       |

Офіційні мови: сербська — володіє 42,9 % населення країни, чорногорська — 37 %. Інші поширені мови: боснійська — 5,3 %, албанська — 5,3 %, сербохорватська — 2 %, інші мови — 3,5 % (дані на 2011 рік). Чорногорія, як член Ради Європи, 22 березня 2005 року підписала (в складі союзної держави Сербія і Чорногорія) і ратифікувала 15 лютого 2006 року Європейську хартію регіональних мов (набрала чинності 6 червня 2006 року). Регіональними мовами визнані: албанська, циганська.

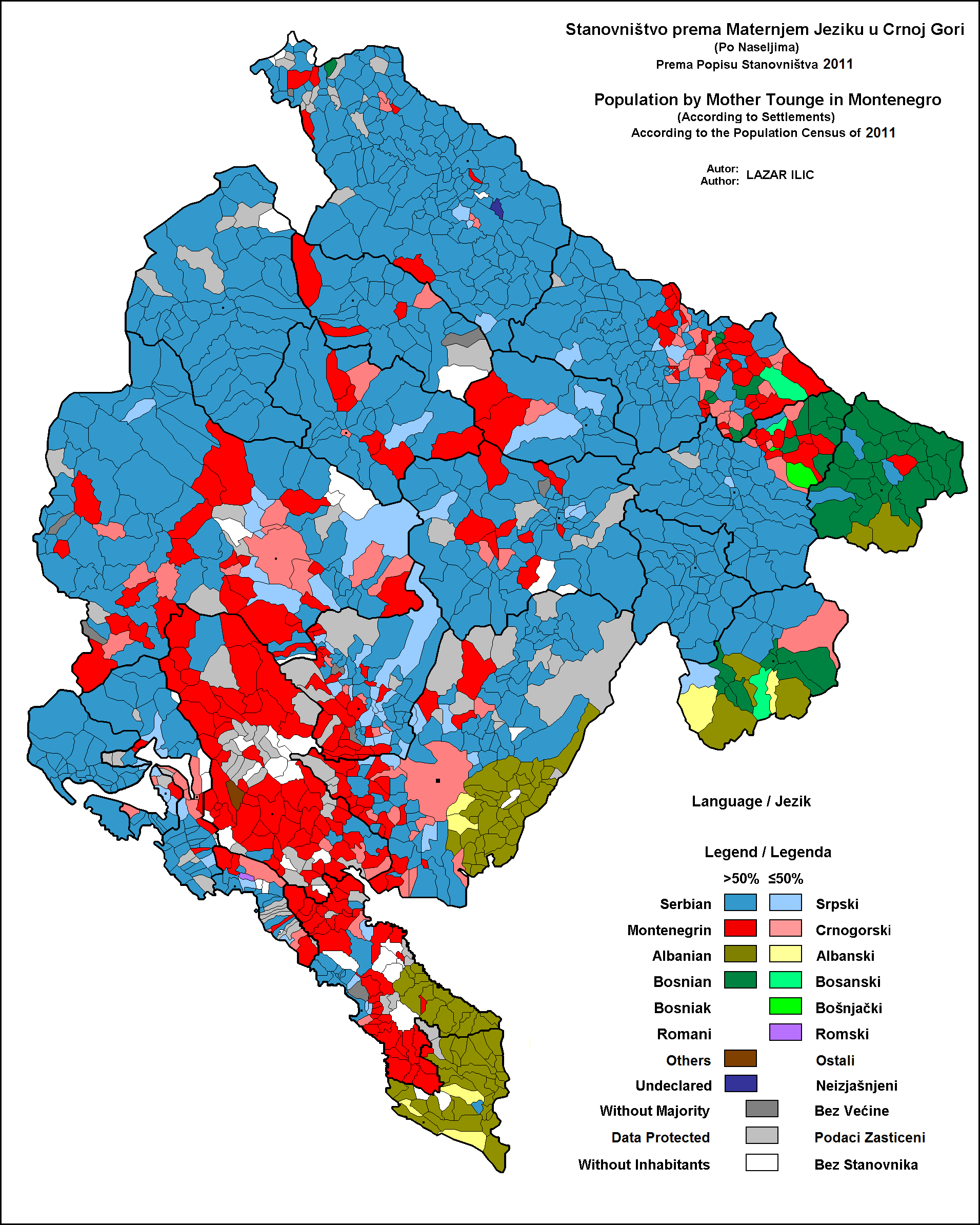
Етнолінгвістична картина в Чорногорії по громадах, згідно з переписом 2011 року (англ.) (серб.)
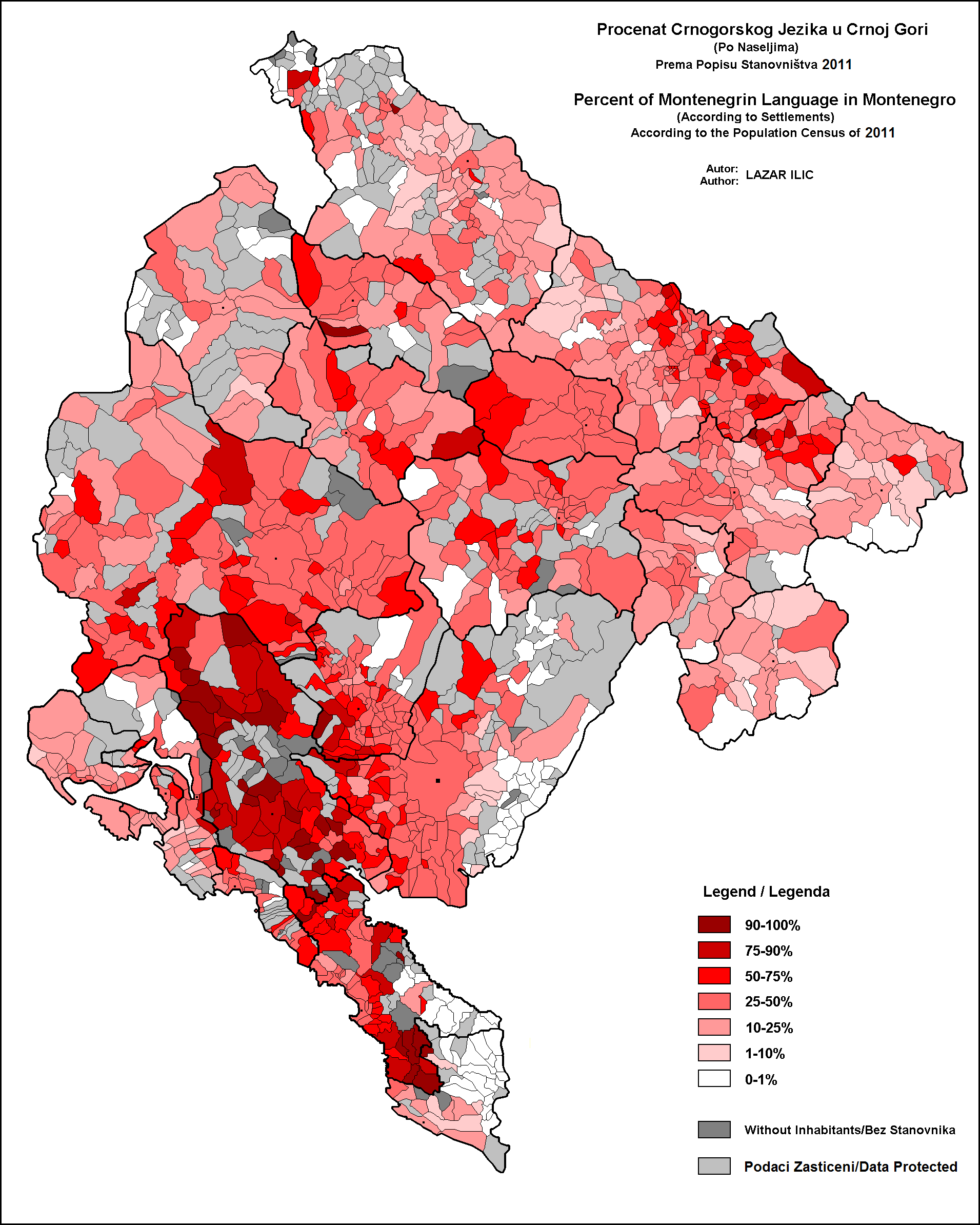
Поширення чорногорської мови, згідно з переписом 2011 року
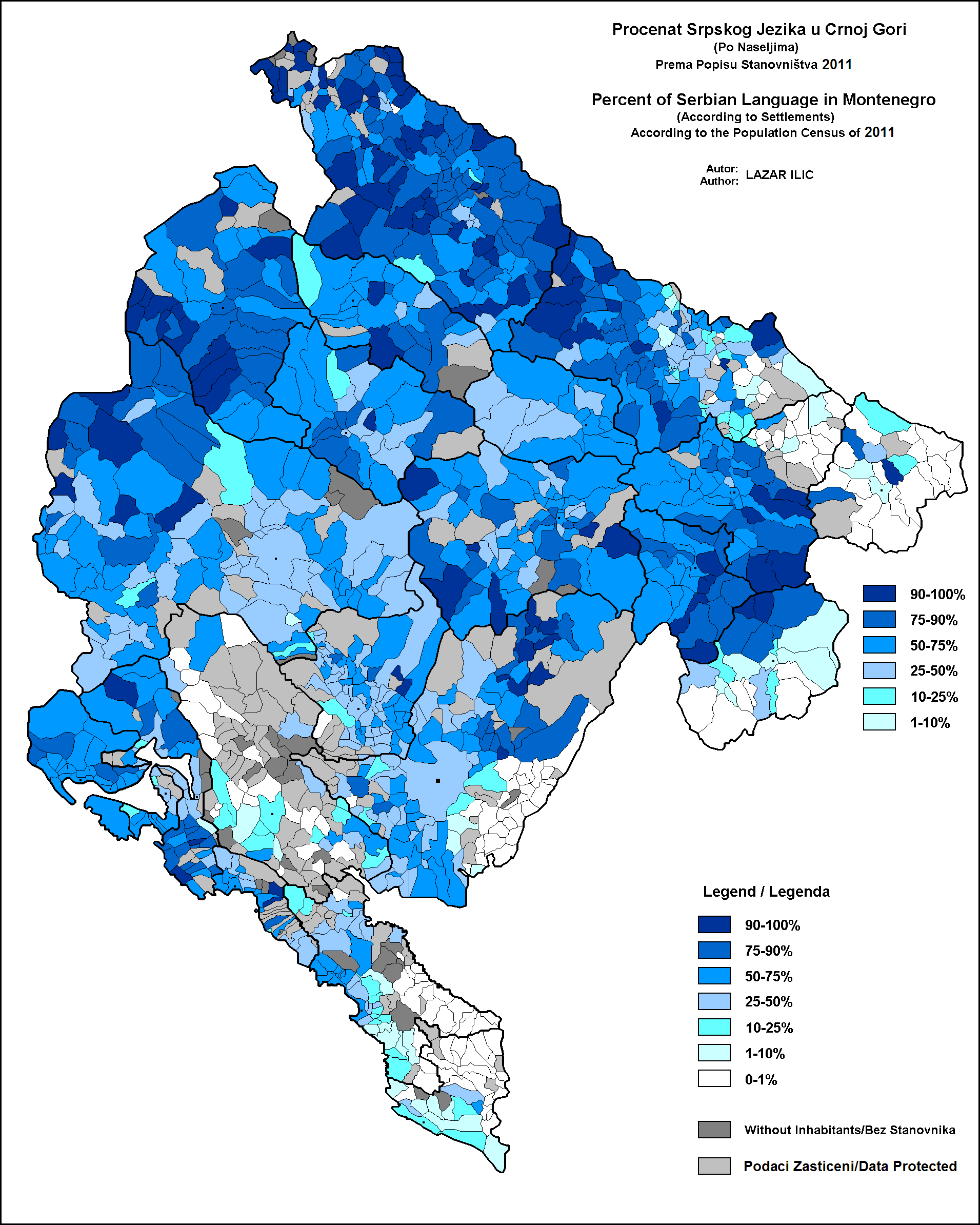
Поширення сербської мови, 2011 рік
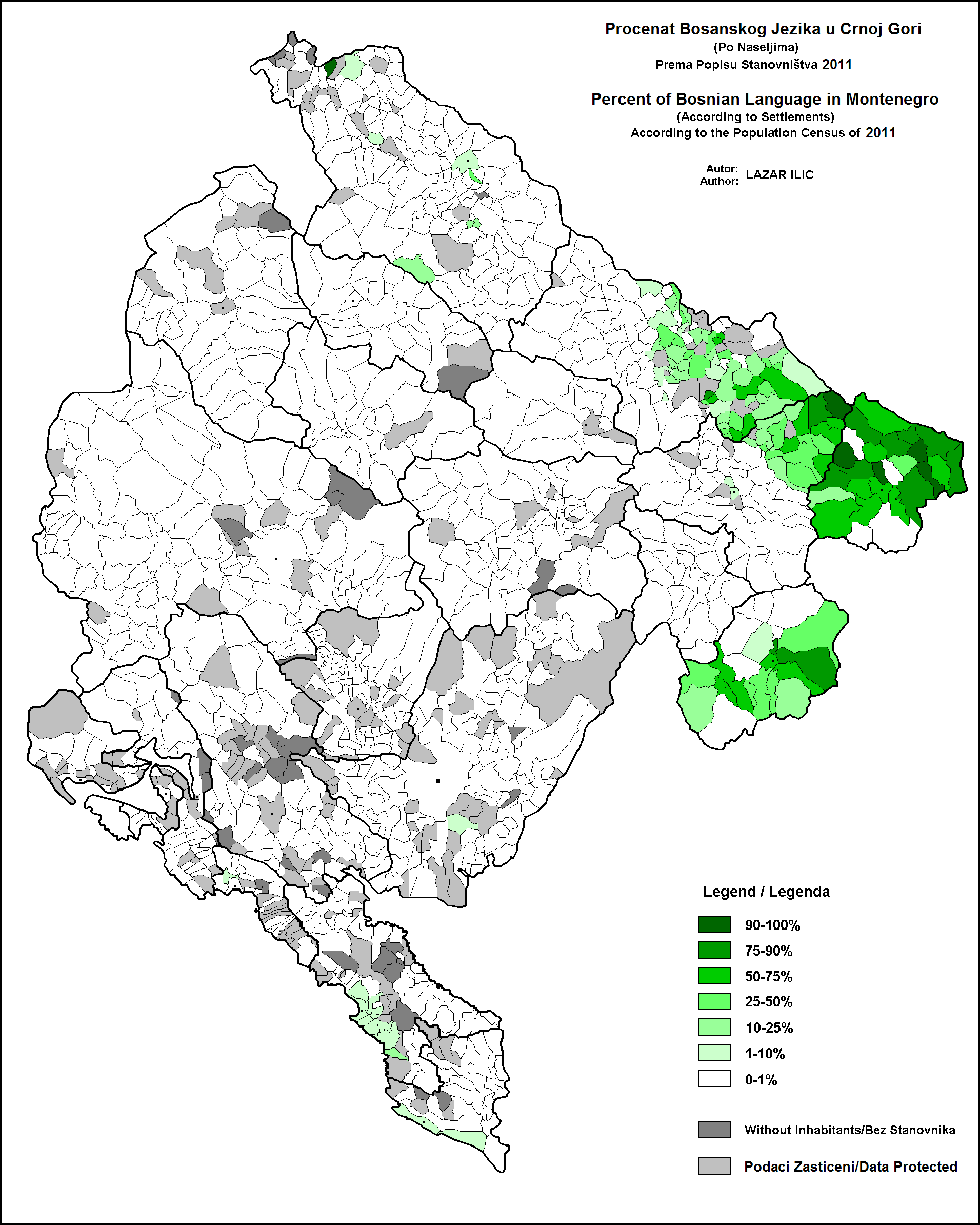
Поширення босняцької мови, 2011 рік
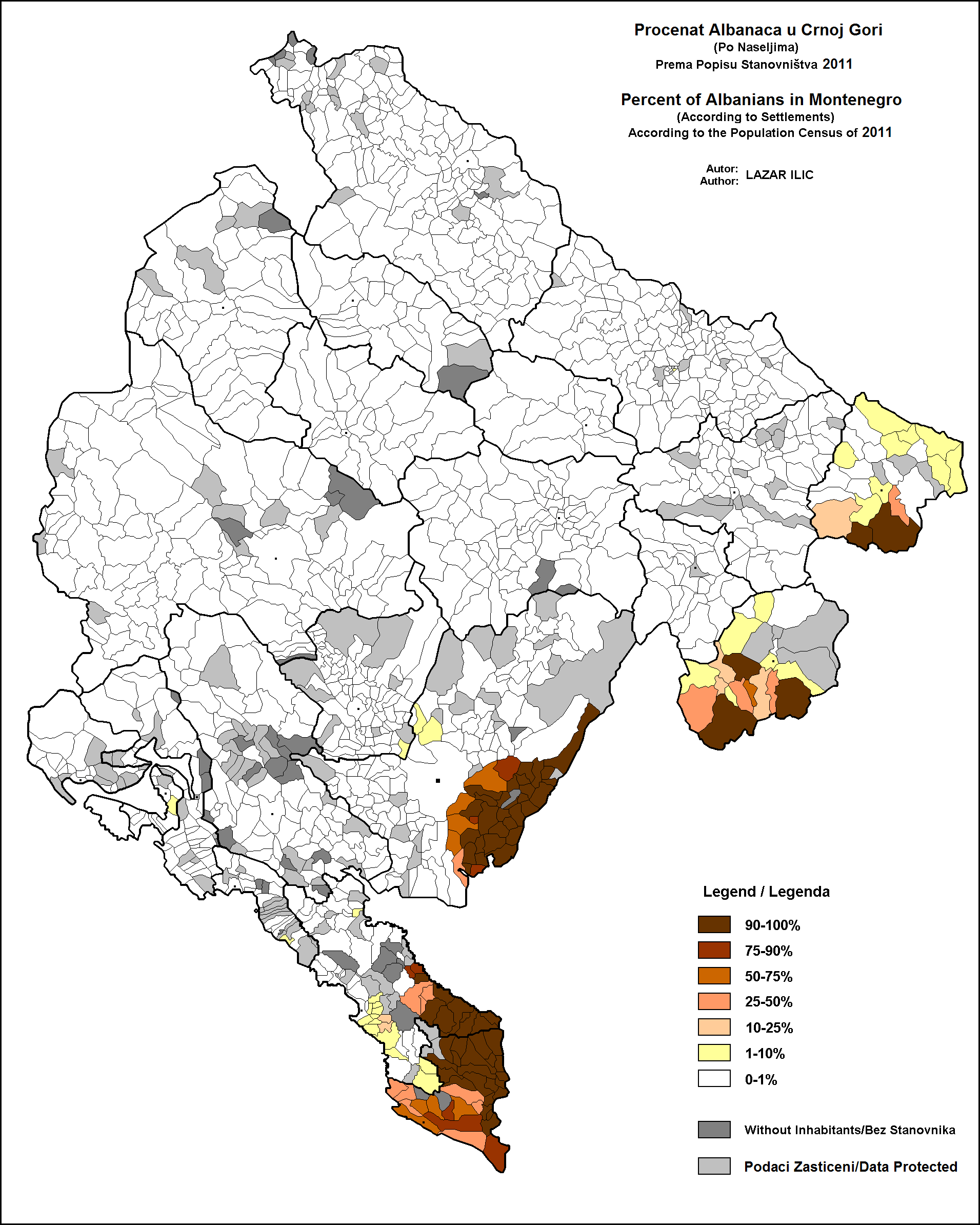
Поширення албанської мови, 2011 рік

Чисельність носіїв мови за общинами
| Община       | усього | сербська | %       | чорногорська | %       | боснійська | %       | албанська | %       | сербохорватська | %     | циганська | %     | хорватська | %     | російська | %     | інша | %     | не вказали | %     | усього |
| ------------ | ------ | -------- | ------- | ------------ | ------- | ---------- | ------- | --------- | ------- | --------------- | ----- | --------- | ----- | ---------- | ----- | --------- | ----- | ---- | ----- | ---------- | ----- | ------ |
| Чорногорія   | 595281 | 265895   | 44,67 % | 229251       | 38,51 % | 36739      | 6,17 %  | 32671     | 5,49 %  | 12559           | 2,1 % | 5169      | 0,9 % | 2791       | 0,5 % | 1026      | 0,2 % | 9180 | 1,5 % | 24748      | 4,2 % | 620029 |
| Андрієвиця   | 4937   | 3903     | 79,06 % | 973          | 19,71 % | 1          | 0,02 %  | 5         | 0,10 %  | 30              | 0,6 % | 0         | 0,0 % | 1          | 0,0 % | 1         | 0,0 % | 23   | 0,5 % | 134        | 2,7 % | 5071   |
| Бар          | 40556  | 16299    | 40,19 % | 18217        | 44,92 % | 981        | 2,42 %  | 2738      | 6,75 %  | 1010            | 2,5 % | 197       | 0,5 % | 151        | 0,4 % | 271       | 0,7 % | 692  | 1,7 % | 1492       | 3,7 % | 42048  |
| Беране       | 33039  | 18625    | 56,37 % | 9778         | 29,60 % | 3289       | 9,95 %  | 245       | 0,74 %  | 216             | 0,7 % | 526       | 1,6 % | 17         | 0,1 % | 9         | 0,0 % | 334  | 1,0 % | 931        | 2,8 % | 33970  |
| Бієло-Полє   | 45313  | 20717    | 45,72 % | 16972        | 37,46 % | 6378       | 14,08 % | 48        | 0,11 %  | 433             | 1,0 % | 301       | 0,7 % | 10         | 0,0 % | 9         | 0,0 % | 445  | 1,0 % | 738        | 1,6 % | 46051  |
| Будва        | 18383  | 9974     | 54,26 % | 6684         | 36,36 % | 79         | 0,43 %  | 244       | 1,33 %  | 519             | 2,8 % | 29        | 0,2 % | 84         | 0,5 % | 243       | 1,3 % | 527  | 2,9 % | 835        | 4,5 % | 19218  |
| Даниловград  | 17714  | 8535     | 48,18 % | 8141         | 45,96 % | 15         | 0,08 %  | 78        | 0,44 %  | 531             | 3,0 % | 15        | 0,1 % | 27         | 0,2 % | 27        | 0,2 % | 345  | 1,9 % | 758        | 4,3 % | 18472  |
| Жабляк       | 3434   | 2177     | 63,40 % | 1156         | 33,66 % | 0          | 0,00 %  | 0         | 0,00 %  | 60              | 1,7 % | 0         | 0,0 % | 1          | 0,0 % | 0         | 0,0 % | 40   | 1,2 % | 135        | 3,9 % | 3569   |
| Колашин      | 8174   | 4881     | 59,71 % | 3052         | 37,34 % | 3          | 0,04 %  | 0         | 0,00 %  | 137             | 1,7 % | 0         | 0,0 % | 4          | 0,0 % | 6         | 0,1 % | 91   | 1,1 % | 206        | 2,5 % | 8380   |
| Котор        | 21007  | 9575     | 45,58 % | 8693         | 41,38 % | 29         | 0,14 %  | 163       | 0,78 %  | 1168            | 5,6 % | 31        | 0,1 % | 686        | 3,3 % | 63        | 0,3 % | 599  | 2,9 % | 1594       | 7,6 % | 22601  |
| Мойковац     | 8365   | 4779     | 57,13 % | 3331         | 39,82 % | 8          | 0,10 %  | 0         | 0,00 %  | 121             | 1,4 % | 17        | 0,2 % | 2          | 0,0 % | 2         | 0,0 % | 105  | 1,3 % | 257        | 3,1 % | 8622   |
| Никшич       | 67932  | 32915    | 48,45 % | 31695        | 46,66 % | 71         | 0,10 %  | 553       | 0,81 %  | 1342            | 2,0 % | 402       | 0,6 % | 45         | 0,1 % | 30        | 0,0 % | 879  | 1,3 % | 4511       | 6,6 % | 72443  |
| Плав         | 12999  | 2611     | 20,09 % | 1838         | 14,14 % | 6093       | 46,87 % | 2395      | 18,42 % | 9               | 0,1 % | 0         | 0,0 % | 4          | 0,0 % | 1         | 0,0 % | 48   | 0,4 % | 109        | 0,8 % | 13108  |
| Плужине      | 3096   | 2613     | 84,40 % | 459          | 14,83 % | 1          | 0,03 %  | 0         | 0,00 %  | 17              | 0,5 % | 0         | 0,0 % | 1          | 0,0 % | 2         | 0,1 % | 3    | 0,1 % | 150        | 4,8 % | 3246   |
| Плєвля       | 29582  | 20787    | 70,27 % | 7199         | 24,34 % | 1020       | 3,45 %  | 22        | 0,07 %  | 255             | 0,9 % | 38        | 0,1 % | 8          | 0,0 % | 5         | 0,0 % | 248  | 0,8 % | 1204       | 4,1 % | 30786  |
| Подгориця    | 178416 | 76541    | 42,90 % | 78837        | 44,19 % | 1648       | 0,92 %  | 10276     | 5,76 %  | 4241            | 2,4 % | 3367      | 1,9 % | 258        | 0,1 % | 150       | 0,1 % | 3098 | 1,7 % | 7521       | 4,2 % | 185937 |
| Рожає        | 22803  | 1026     | 4,50 %  | 3967         | 17,40 % | 16631      | 72,93 % | 1055      | 4,63 %  | 13              | 0,1 % | 0         | 0,0 % | 4          | 0,0 % | 3         | 0,0 % | 104  | 0,5 % | 161        | 0,7 % | 22964  |
| Тиват        | 12930  | 5493     | 42,48 % | 4319         | 33,40 % | 48         | 0,37 %  | 401       | 3,10 %  | 876             | 6,8 % | 17        | 0,1 % | 1167       | 9,0 % | 57        | 0,4 % | 552  | 4,3 % | 1101       | 8,5 % | 14031  |
| Ульцинь      | 19666  | 2385     | 12,13 % | 2138         | 10,87 % | 349        | 1,77 %  | 14352     | 72,98 % | 123             | 0,6 % | 42        | 0,2 % | 28         | 0,1 % | 9         | 0,0 % | 240  | 1,2 % | 255        | 1,3 % | 19921  |
| Херцег-Новий | 28732  | 18986    | 66,08 % | 7224         | 25,14 % | 84         | 0,29 %  | 67        | 0,23 %  | 1178            | 4,1 % | 182       | 0,6 % | 271        | 0,9 % | 127       | 0,4 % | 613  | 2,1 % | 2132       | 7,4 % | 30864  |
| Цетинє       | 16177  | 1874     | 11,58 % | 13797        | 85,29 % | 5          | 0,03 %  | 29        | 0,18 %  | 256             | 1,6 % | 5         | 0,0 % | 22         | 0,1 % | 10        | 0,1 % | 179  | 1,1 % | 480        | 3,0 % | 16657  |
| Шавник       | 2026   | 1199     | 59,18 % | 781          | 38,55 % | 1          | 0,05 %  | 0         | 0,00 %  | 24              | 1,2 % | 0         | 0,0 % | 0          | 0,0 % | 1         | 0,0 % | 20   | 1,0 % | 44         | 2,2 % | 2070   |

## Релігії
| Релігії в Чорногорії (2015 рік) | Релігії в Чорногорії (2015 рік) | Релігії в Чорногорії (2015 рік) | Релігії в Чорногорії (2015 рік) | Релігії в Чорногорії (2015 рік) |
| ------------------------------- | ------------------------------- | ------------------------------- | ------------------------------- | ------------------------------- |
| Віросповідання:                 |                                 |                                 | Відсоток:                       |                                 |
| православні                     | православні                     |                                 | 72.1%                           | 72.1%                           |
| мусульмани                      | мусульмани                      |                                 | 19.1%                           | 19.1%                           |
| католики                        | католики                        |                                 | 3.4%                            | 3.4%                            |
| атеїсти                         | атеїсти                         |                                 | 1.2%                            | 1.2%                            |
| інші                            | інші                            |                                 | 1.5%                            | 1.5%                            |
| агностики                       | агностики                       |                                 | 2.6%                            | 2.6%                            |

Головні релігії й вірування, які сповідує, і конфесії та церковні організації, до яких відносить себе населення країни: православ'я — 72,1 %, іслам — 19,1 %, католицтво — 3,4 %, атеїсти — 1,2 %, інші — 1,5 %, не визначились — 2,6 % (станом на 2011 рік).

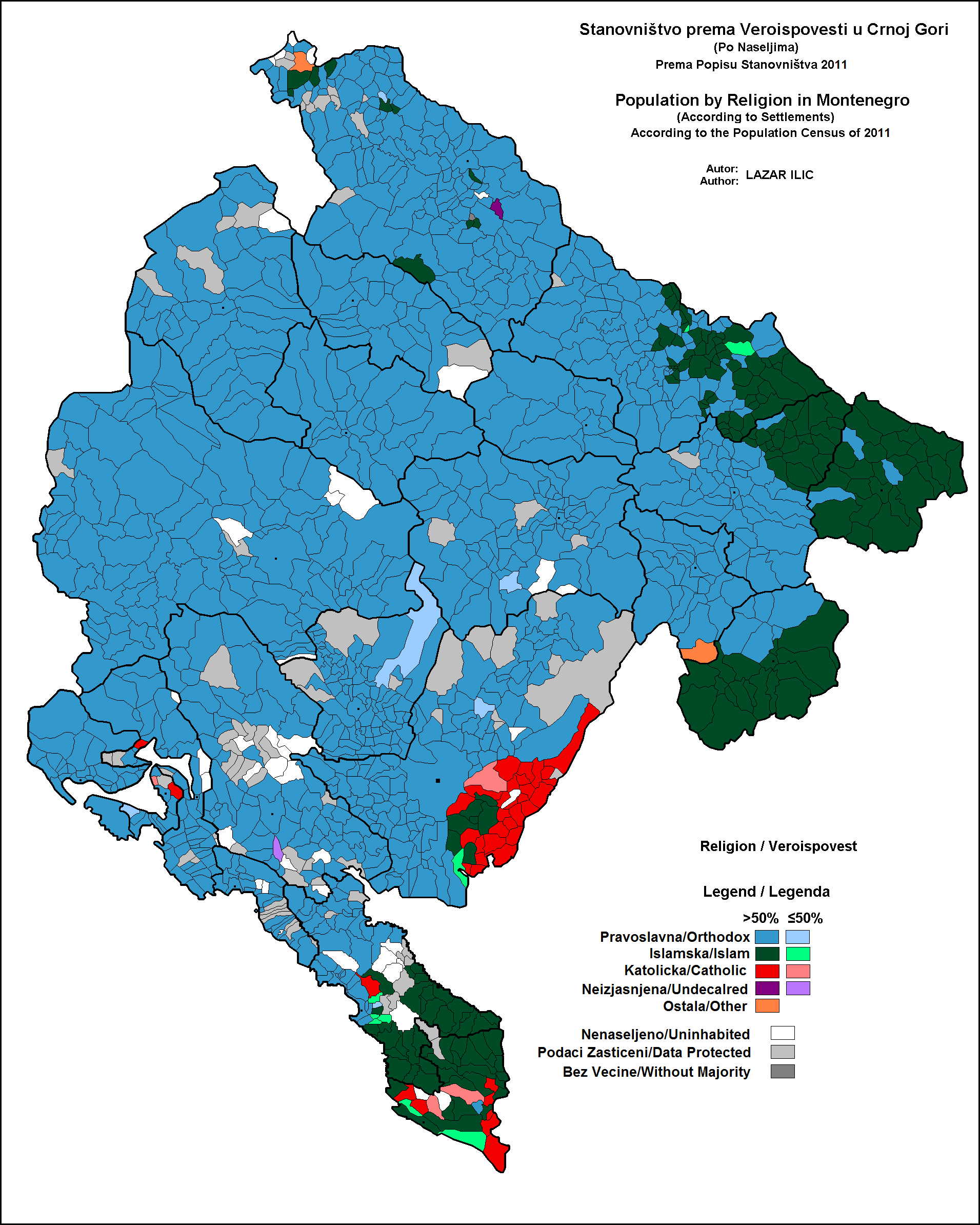
Релігійна мапа Чорногорії, перепис 2011 року (англ.) (серб.)
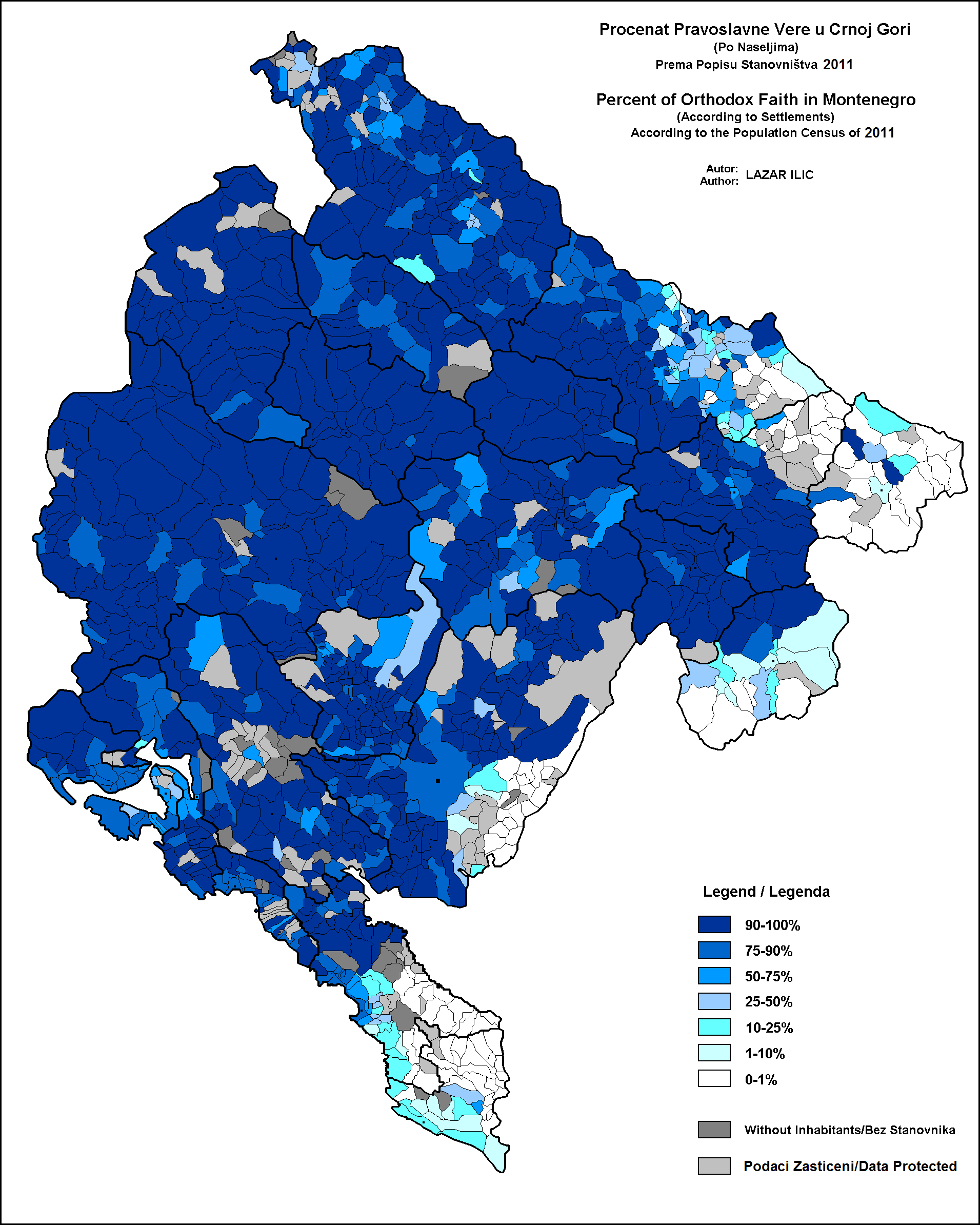
Розселення православних у Чорногорії, 2011 рік
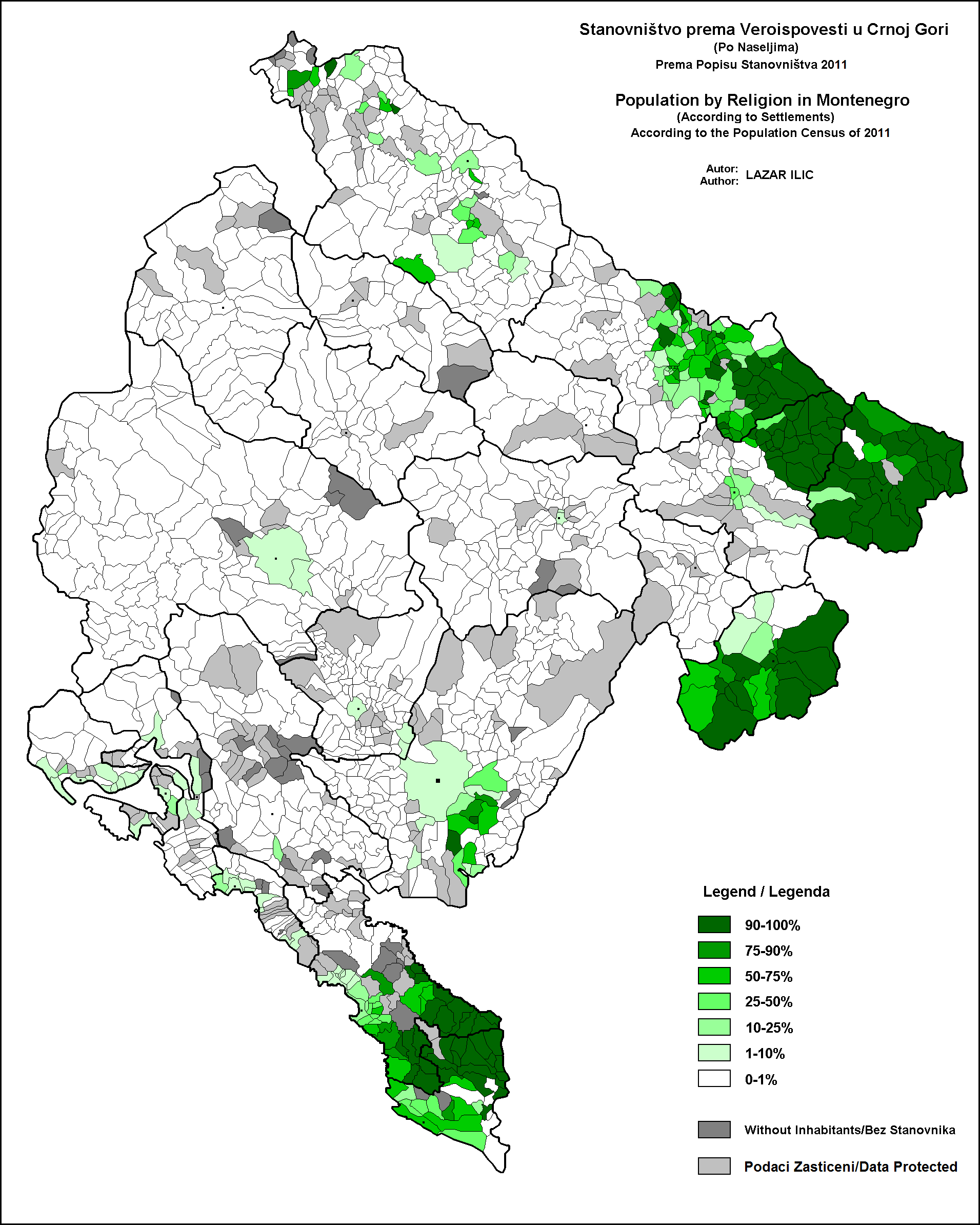
Розселення мусульман у Чорногорії, 2011 рік
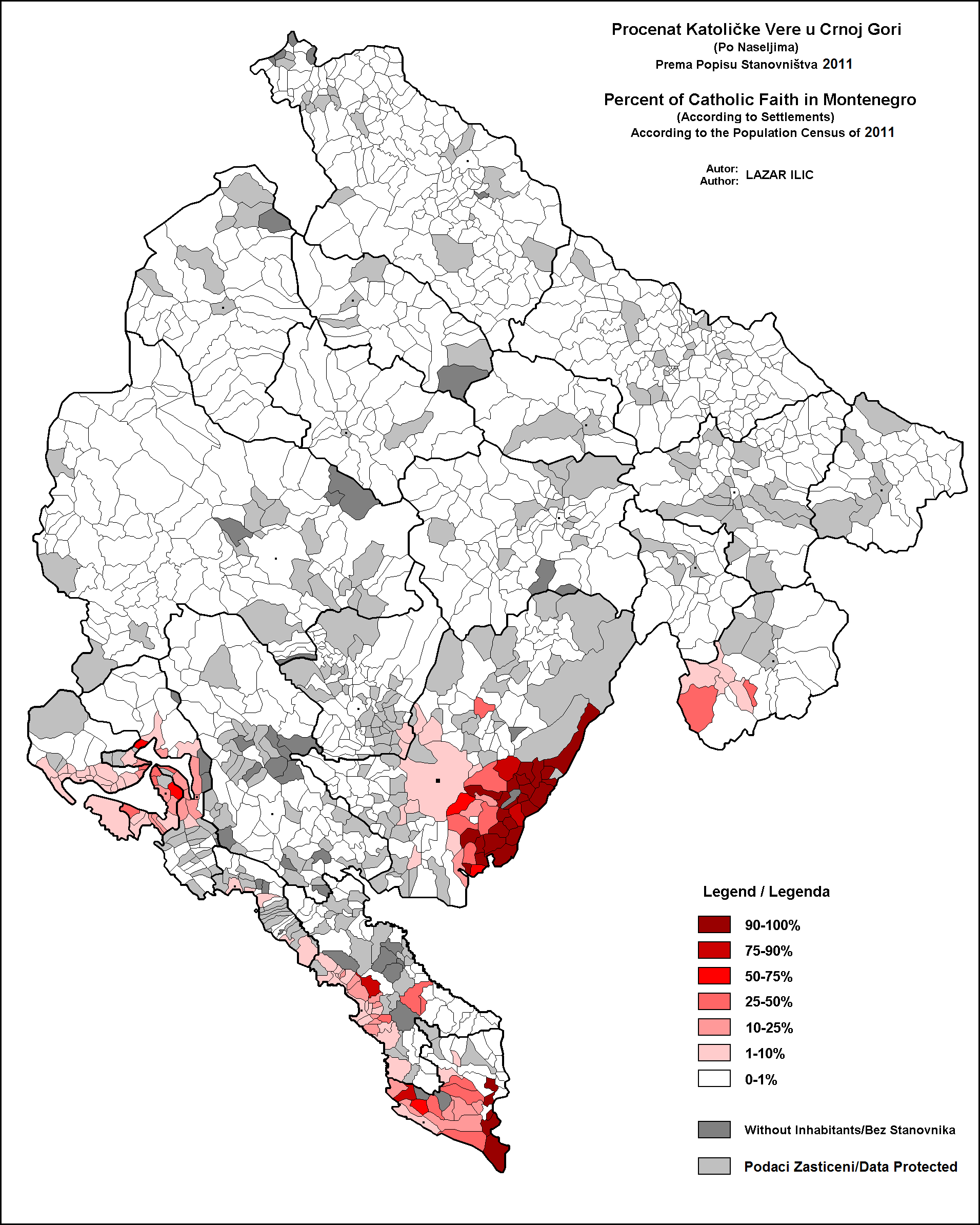
Розселення католиків у Чорногорії, 2011 рік

Чисельність вірян відповідних релігій і конфесій по общинах
| Община       | Населення загалом | православні | %       | мусульмани | %       | католики | %       | атеїсти | %      | інші християни | %     | агностики | %     | буддисти | %     | інші | %     | не вказали | %     | Усього |
| ------------ | ----------------- | ----------- | ------- | ---------- | ------- | -------- | ------- | ------- | ------ | -------------- | ----- | --------- | ----- | -------- | ----- | ---- | ----- | ---------- | ----- | ------ |
| Чорногорія   | 603849            | 446858      | 74,00 % | 118477     | 19,62 % | 21299    | 3,53 %  | 7667    | 1,27 % | 2642           | 0,4 % | 451       | 0,1 % | 118      | 0,0 % | 6337 | 1,0 % | 16180      | 2,7 % | 620029 |
| Андрієвиця   | 4991              | 4909        | 98,36 % | 8          | 0,16 %  | 6        | 0,12 %  | 5       | 0,10 % | 6              | 0,1 % | 0         | 0,0 % | 0        | 0,0 % | 57   | 1,1 % | 80         | 1,6 % | 5071   |
| Бар          | 40919             | 24452       | 59,76 % | 12671      | 30,97 % | 3043     | 7,44 %  | 415     | 1,01 % | 135            | 0,3 % | 34        | 0,1 % | 7        | 0,0 % | 162  | 0,4 % | 1129       | 2,8 % | 42048  |
| Беране       | 33403             | 23287       | 69,72 % | 9502       | 28,45 % | 81       | 0,24 %  | 100     | 0,30 % | 69             | 0,2 % | 1         | 0,0 % | 3        | 0,0 % | 360  | 1,1 % | 567        | 1,7 % | 33970  |
| Бієло-Полє   | 45629             | 24662       | 54,05 % | 19640      | 43,04 % | 79       | 0,17 %  | 80      | 0,18 % | 143            | 0,3 % | 5         | 0,0 % | 1        | 0,0 % | 1019 | 2,2 % | 422        | 0,9 % | 46051  |
| Будва        | 18635             | 16947       | 90,94 % | 654        | 3,51 %  | 432      | 2,32 %  | 342     | 1,84 % | 116            | 0,6 % | 22        | 0,1 % | 11       | 0,1 % | 111  | 0,6 % | 583        | 3,1 % | 19218  |
| Даниловград  | 17962             | 17047       | 94,91 % | 262        | 1,46 %  | 140      | 0,78 %  | 187     | 1,04 % | 80             | 0,4 % | 6         | 0,0 % | 5        | 0,0 % | 235  | 1,3 % | 510        | 2,8 % | 18472  |
| Жабляк       | 3490              | 3345        | 95,85 % | 5          | 0,14 %  | 6        | 0,17 %  | 32      | 0,92 % | 15             | 0,4 % | 1         | 0,0 % | 0        | 0,0 % | 86   | 2,5 % | 79         | 2,3 % | 3569   |
| Колашин      | 8232              | 7795        | 94,69 % | 45         | 0,55 %  | 28       | 0,34 %  | 79      | 0,96 % | 33             | 0,4 % | 1         | 0,0 % | 0        | 0,0 % | 251  | 3,0 % | 148        | 1,8 % | 8380   |
| Котор        | 21533             | 17634       | 81,89 % | 375        | 1,74 %  | 2658     | 12,34 % | 459     | 2,13 % | 134            | 0,6 % | 32        | 0,1 % | 4        | 0,0 % | 237  | 1,1 % | 1068       | 5,0 % | 22601  |
| Мойковац     | 8453              | 8250        | 97,60 % | 25         | 0,30 %  | 8        | 0,09 %  | 74      | 0,88 % | 23             | 0,3 % | 0         | 0,0 % | 0        | 0,0 % | 73   | 0,9 % | 169        | 2,0 % | 8622   |
| Никшич       | 69950             | 66198       | 94,64 % | 1732       | 2,48 %  | 222      | 0,32 %  | 735     | 1,05 % | 256            | 0,4 % | 36        | 0,1 % | 6        | 0,0 % | 765  | 1,1 % | 2493       | 3,6 % | 72443  |
| Плав         | 13045             | 2815        | 21,58 % | 10046      | 77,01 % | 124      | 0,95 %  | 6       | 0,05 % | 26             | 0,2 % | 1         | 0,0 % | 0        | 0,0 % | 27   | 0,2 % | 63         | 0,5 % | 13108  |
| Плужине      | 3185              | 3152        | 98,96 % | 0          | 0,00 %  | 2        | 0,06 %  | 27      | 0,85 % | 3              | 0,1 % | 0         | 0,0 % | 0        | 0,0 % | 1    | 0,0 % | 61         | 1,9 % | 3246   |
| Плєвля       | 30020             | 24346       | 81,10 % | 5039       | 16,79 % | 24       | 0,08 %  | 127     | 0,42 % | 51             | 0,2 % | 2         | 0,0 % | 1        | 0,0 % | 430  | 1,4 % | 766        | 2,6 % | 30786  |
| Подгориця    | 181354            | 145575      | 80,27 % | 20883      | 11,52 % | 7947     | 4,38 %  | 3698    | 2,04 % | 1013           | 0,6 % | 225       | 0,1 % | 52       | 0,0 % | 1961 | 1,1 % | 4583       | 2,5 % | 185937 |
| Рожає        | 22916             | 1055        | 4,60 %  | 21805      | 95,15 % | 11       | 0,05 %  | 3       | 0,01 % | 28             | 0,1 % | 0         | 0,0 % | 0        | 0,0 % | 14   | 0,1 % | 48         | 0,2 % | 22964  |
| Тиват        | 13156             | 9057        | 68,84 % | 716        | 5,44 %  | 2870     | 21,82 % | 239     | 1,82 % | 147            | 1,1 % | 19        | 0,1 % | 4        | 0,0 % | 104  | 0,8 % | 875        | 6,7 % | 14031  |
| Ульцинь      | 19694             | 2964        | 15,05 % | 14308      | 72,65 % | 2196     | 11,15 % | 53      | 0,27 % | 116            | 0,6 % | 3         | 0,0 % | 3        | 0,0 % | 51   | 0,3 % | 227        | 1,2 % | 19921  |
| Херцег-Новий | 29037             | 26012       | 89,58 % | 622        | 2,14 %  | 1267     | 4,36 %  | 751     | 2,59 % | 185            | 0,6 % | 52        | 0,2 % | 11       | 0,0 % | 137  | 0,5 % | 1827       | 6,3 % | 30864  |
| Цетинє       | 16199             | 15349       | 94,75 % | 127        | 0,78 %  | 153      | 0,94 %  | 241     | 1,49 % | 54             | 0,3 % | 11        | 0,1 % | 10       | 0,1 % | 254  | 1,6 % | 458        | 2,8 % | 16657  |
| Шавник       | 2046              | 2007        | 98,09 % | 12         | 0,59 %  | 2        | 0,10 %  | 14      | 0,68 % | 9              | 0,4 % | 0         | 0,0 % | 0        | 0,0 % | 2    | 0,1 % | 24         | 1,2 % | 2070   |

## Освіта
Рівень письменності 2015 року становив 98,7 % дорослого населення (віком від 15 років): 99,5 % — серед чоловіків, 98 % — серед жінок.
Дані про державні витрати на освіту у відношенні до ВВП країни, станом на 2015 рік, відсутні. Середня тривалість освіти становить 15 років, для хлопців — до 15 років, для дівчат — до 15 років (станом на 2010 рік).

## Охорона здоров'я
Забезпеченість лікарями в країні на рівні 2,11 лікаря на 1000 мешканців (станом на 2013 рік). Забезпеченість лікарняними ліжками в стаціонарах — 4 ліжка на 1000 мешканців (станом на 2011 рік). Загальні витрати на охорону здоров'я 2014 року становили 6,4 % ВВП країни (65-те місце у світі). Рівень материнської смертності 2015 року становив 7 випадків на 100 тис. народжень (160-те місце у світі).
Чорногорія входить до складу ряду міжнародних організацій: Міжнародного руху (ICRM) і Міжнародної федерації товариств Червоного Хреста і Червоного Півмісяця (IFRCS), Дитячого фонду ООН (UNISEF), Всесвітньої організації охорони здоров'я (WHO).

### Захворювання
Потенційний рівень зараження інфекційними хворобами в країні середній. Найпоширеніші інфекційні захворювання: діарея, Крим-Конго геморагічна гарячка (станом на 2016 рік).
Кількість хворих на СНІД невідома, дані про відсоток інфікованого населення в репродуктивному віці 15—49 років відсутні. Дані про кількість смертей від цієї хвороби за 2014 рік відсутні.
Частка дорослого населення з високим індексом маси тіла 2014 року становила 21,4 % (79-те місце у світі); частка дітей віком до 5 років зі зниженою масою тіла становила 1 % (оцінка на 2013 рік). Ця статистика показує як власне стан харчування, так і наявну/гіпотетичну поширеність різних захворювань.

### Санітарія
Доступ до облаштованих джерел питної води 2015 року мало 100 % населення в містах і 99,2 % в сільській місцевості; загалом 99,7 % населення країни. Відсоток забезпеченості населення доступом до облаштованого водовідведення (каналізація, септик): в містах — 98 %, в сільській місцевості — 92,2 %, загалом по країні — 95,9 % (станом на 2015 рік).

## Соціально-економічне положення
Співвідношення осіб, що в економічному плані залежать від інших, до осіб працездатного віку (15—64 роки) загалом становить 47,7 % (станом на 2015 рік): частка дітей — 27,6 %; частка осіб похилого віку — 20,2 %, або 5 потенційно працездатних на 1 пенсіонера. Загалом дані показники характеризують рівень затребуваності державної допомоги в секторах освіти, охорони здоров'я і пенсійного забезпечення, відповідно. За межею бідності 2013 року перебувало 8,6 % населення країни. Станом на 2016 рік, уся країна була електрифікована, усе населення країни мало доступ до електромереж. Рівень проникнення інтернет-технологій високий. Станом на липень 2015 року в країні налічувалось 418 тис. унікальних інтернет-користувачів (136-те місце у світі), що становило 64,6 % загальної кількості населення країни.

### Трудові ресурси
Загальні трудові ресурси 2014 року становили 263,2 тис. осіб (166-те місце у світі). Зайнятість економічно активного населення у господарстві країни розподіляється таким чином: аграрне, лісове і рибне господарства — 5,3 %; промисловість і будівництво — 17,9 %; сфера послуг — 76,8 % (станом на 2014 рік). 8,52 тис. дітей у віці від 5 до 14 років (10 % загальної кількості) 2005 року були залучені до дитячої праці. Безробіття 2014 року дорівнювало 18,5 % працездатного населення, 2013 року — 19,1 % (165-те місце у світі); серед молоді у віці 15—24 років ця частка становила 41,1 %, серед юнаків — 42,3 %, серед дівчат — 39,7 % (11-те місце у світі).

## Кримінал

### Торгівля людьми
Згідно зі щорічною доповіддю про торгівлю людьми (англ. Trafficking in Persons Report) Управління з моніторингу та боротьби з торгівлею людьми Державного департаменту США, уряд Чорногорії докладає значних зусиль в боротьбі з явищем примусової праці, сексуальної експлуатації, незаконною торгівлею внутрішніми органами, але законодавство відповідає мінімальним вимогам американського закону 2000 року щодо захисту жертв (англ. Trafficking Victims Protection Act’s) не в повній мірі, країна знаходиться у списку другого рівня.

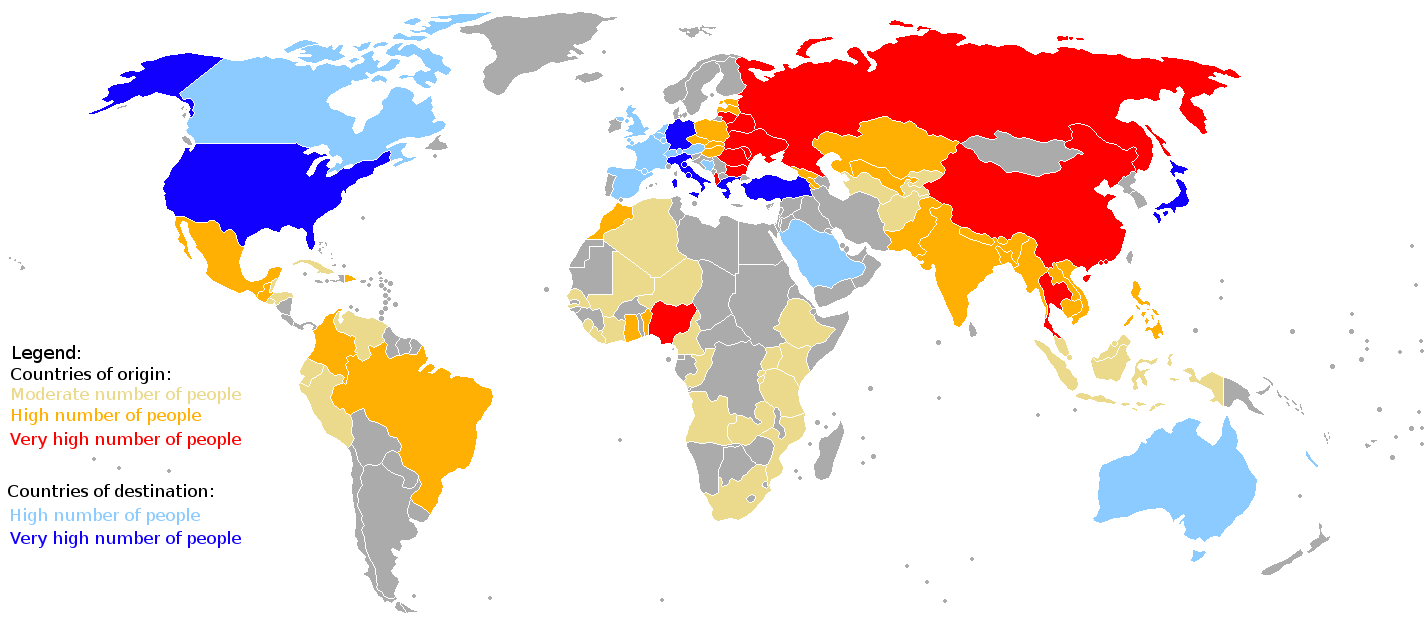
Країни-донори (червоний) і країни-реципієнти кримінальних потоків  (англ.)
Глобальна боротьба з торгівлею людьми (англ.)

## Гендерний стан
Статеве співвідношення (оцінка 2015 року):
- при народженні — 1,06 особи чоловічої статі на 1 особу жіночої;
- у віці до 14 років — 0,96 особи чоловічої статі на 1 особу жіночої;
- у віці 15—24 років — 0,86 особи чоловічої статі на 1 особу жіночої;
- у віці 25—54 років — 1,17 особи чоловічої статі на 1 особу жіночої;
- у віці 55—64 років — 1 особи чоловічої статі на 1 особу жіночої;
- у віці за 64 роки — 0,66 особи чоловічої статі на 1 особу жіночої;
- загалом — 0,99 особи чоловічої статі на 1 особу жіночої[1].

## Демографічні дослідження
Демографічні дослідження в країні ведуться рядом державних і наукових установ:
- Статистичне управління Чорногорії (серб. Zavod za statistiku Crne Gore; MONSTAT).

### Українською
- Атлас. 10-11 клас. Економічна і соціальна географія світу / упорядники :  О. Я. Скуратович, Н. І. Чанцева. — К. : ДНВП «Картографія», 2010. — ISBN 978-966-475-639-3.
- Атлас світу / голов. ред. І. С. Руденко ; зав. ред. В. В. Радченко ; відп. ред. О. В. Вакуленко. — К. : ДНВП «Картографія», 2005. — 336 с. — ISBN 9666315467.
- Безуглий В. В. Економічна і соціальна географія зарубіжних країн : Навчальний посібник. — К. : ВЦ «Академія», 2007. — 704 с. — ISBN 978-966-580-239-6.
- Безуглий В. В., Козинець С. В. Регіональна економічна і соціальна географія світу : Навчальний посібник. — видання 2-ге, доп., перероб. — К. : ВЦ «Академія», 2007. — 688 с. — ISBN 966-580-144-9.
- Гудзеляк І. І. Географія населення: Навчальний посібник / І. Гудзеляк. — Л. : Видавничий центр ЛНУ імені Івана Франка, 2008. — 232 с. — ISBN 978-966-613-599-8.
- Дахно І. І. Країни світу: Енциклопедичний довідник / І. І. Дахно, С. М. Тимофієв. — К. : Мапа, 2011. — 606 с. — (Бібліотека нового українця) — ISBN 978-966-8804-23-6.
- Дахно І. І. Економічна географія зарубіжних країн : навчальний посібник. — К. : Центр учбової літератури, 2014. — 319 с. — ISBN 978-611-01-0682-5.
- Джаман В. О. Регіональні системи розселення: демографічні аспекти. — Чернівці : Рута, 2003. — 392 с. — ISBN 9665685988.
- Дорошенко Л. С. Демографія: Навчальний посібник. — К. : МАУП, 2005. — 112 с. — ISBN 966-608-442-2.
- Дубович І. А. Країнознавчий словник-довідник. — 5-те вид., перероб. і доп. — К. : Знання, 2008. — 839 с. — ISBN 978-966-346-330-8.
- Економічна і соціальна географія країн світу. Навчальний посібник / За ред. Кузика С. П. — Л. : Світ, 2002. — 672 с. — ISBN 966-603-178-7.
- Загальна медична географія світу / В. О. Шевченко [та ін.] — К. : [б.в.], 1998. — 178 с.
- Крисаченко В. С. Динаміка населення: Популяційні, етнічні та глобальні виміри. — К. : Видавництво Національного інституту стратегічних досліджень, 2005. — 368 с. — ISBN 966-554-083-1.
- Любіцева О. О., Мезенцев К. В., Павлов С. В. Географія релігій. — К. : АртЕК, 1999. — 504 с. — ISBN 966-505-006-0.
- Масляк П. О. Країнознавство. — К. : Знання, 2007. — 292 с. — (Вища освіта XXI століття)
- Масляк П. О., Дахно І. І. Економічна і соціальна географія світу / П. О. Масляк, І. І. Дахно ; за ред. П. О. Масляка. — К. : Вежа, 2003. — 280 с. — ISBN 966-7091-53-8.

### Російською
- (рос.) Югославия // Демографический энциклопедический словарь / главн. ред. Валентей Д. И. — М. : Советская энциклопедия, 1985. — 608 с.
- (рос.) Югославия // Страны и народы. Зарубежная Европа. Восточная Европа / Редкол. : В. П. Максаковский (отв. ред.), Ю. В. Иванова и др. — М. : «Мысль», 1980. — 349 с. — (Страны и народы) — 180 тис. прим.
- (рос.) Атлас народов мира / Отв. ред. С. И. Брук и В. С. Апенченко. — М. : ГУГК ГГК СССР и Институт этнографии им. Н. Н. Миклухо-Маклая АН СССР, 1964. — 185 с. — 20 тис. прим.
- (рос.) Численность и расселение народов мира. Этнографические очерки / под ред. С. И. Брука. — М. : Издательство АН СССР, 1962. — 487 с.
- (рос.) Лаппо Г. М. География городов: Учебное пособие для географических факультетов вузов. — М. : Туманит, изд. центр ВЛАДОС, 1997. — 476 с. — ISBN 5-691-00047-0.
- (рос.) Урланис Б. Ц. Рост населения в Европе (опыт исчисления). — М. : ОГИЗ-Госполитиздат, 1941. — 436 с.
- (рос.) Ягельский А. География населения. — М. : Прогресс, 1980. — 383 с.